# Cathédrale Saint-Pierre de Saintes
Cette  cathédrale n’est pas la seule cathédrale Saint-Pierre.
La cathédrale Saint-Pierre de Saintes est l'un des principaux édifices religieux de Saintes, deuxième plus grande agglomération du département de la Charente-Maritime, en France.
La cathédrale est le siège du diocèse de Saintes jusqu'en 1802, date à laquelle ce dernier est rattaché au diocèse de La Rochelle. Déchue de son titre de cathédrale, celui-ci lui est rendu par un bref pontifical du pape Pie IX le 22 janvier 1852, lequel institue le diocèse de La Rochelle et Saintes. Elle a depuis lors le titre de cocathédrale.
La cathédrale Saint-Pierre est classée monument historique depuis 1862. Le cloître canonial qui lui est attenant est classé monument historique à son tour le 9 juin 1937.

## Historique

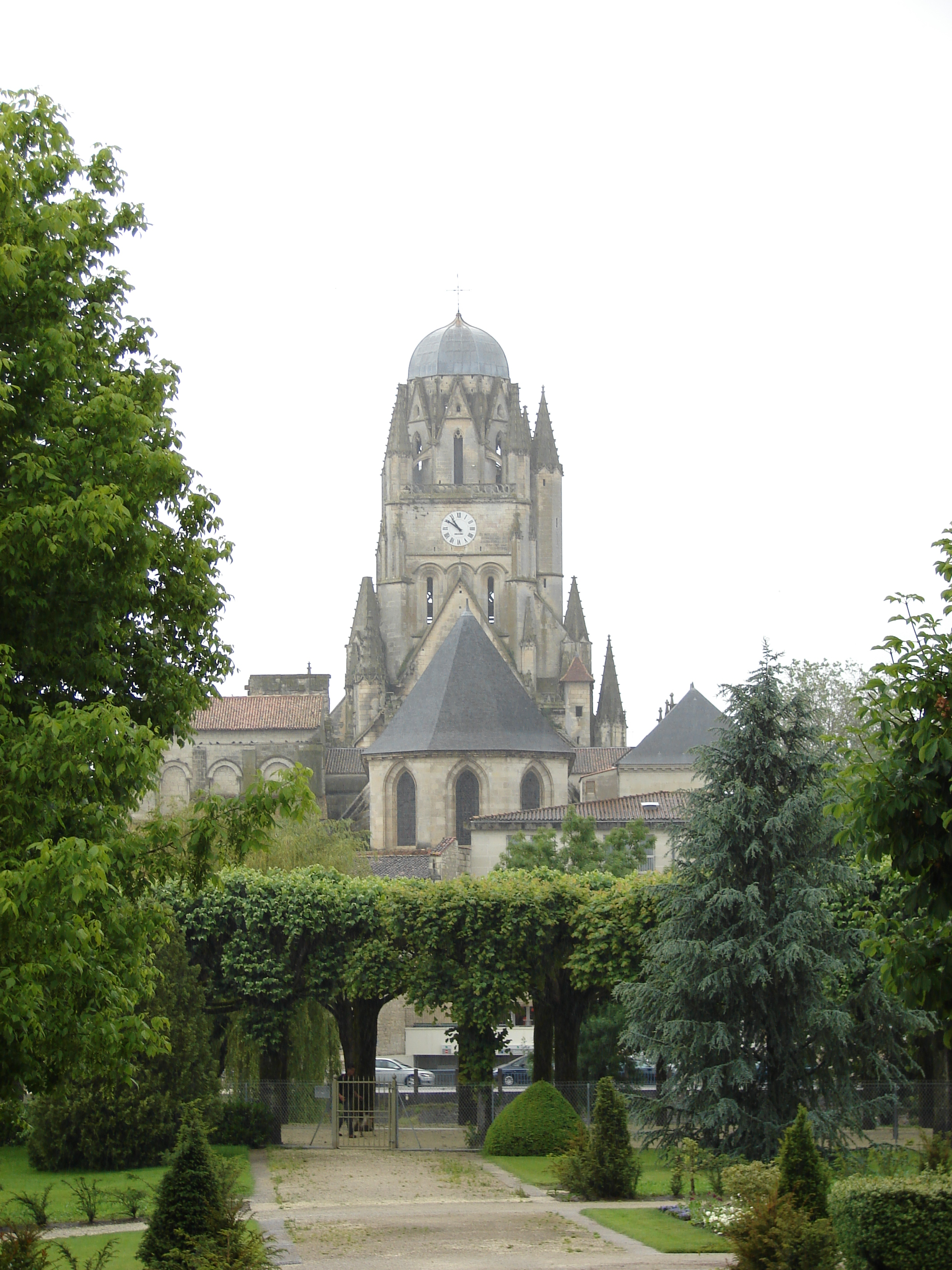
La cathédrale Saint-Pierre, depuis le jardin public.

La cathédrale actuelle succède à un sanctuaire paléochrétien érigé sous l'épiscopat de l'évêque Palladius au VIe siècle. Au XIe siècle, ce dernier est ravagé par un incendie. Quelques années plus tard, l'évêque Pierre de Confolens (1112-1127) fait dresser les plans d'un nouvel édifice dont seul témoigne le croisillon sud, doté d'une coupole sur pendentifs et de murs doublés d'arcades en plein cintre à l'extérieur. Au XIIIe siècle, on adjoint à la cathédrale un cloître canonial et le logis des chanoines.
À l'aube du XVe siècle, la cathédrale romane est cependant dans un profond état de délabrement. En 1420, l'effondrement partiel de ses voûtes cause la mort d'un homme, ce qui détermine les autorités religieuses à envisager la reconstruction totale de l'édifice. Les travaux débutent peu après, durant l'épiscopat de l'évêque Guy de Rochechouart.
Au sanctuaire roman succède un édifice de style gothique flamboyant, toujours en chantier lors de la visite du roi Louis XI en 1472. La nouvelle cathédrale s'élève alors sur trois niveaux, un triforium marquant la limite entre les arcades et les fenêtres hautes. La trace d'une toiture à comble haut est toujours visible de nos jours à l'arrière de la tour. Atteignant presque l'horloge, son faîte atteignait les 39 m de hauteur.
Exception faite du clocher, l'édifice est presque achevé lorsque éclatent les guerres de Religion. En 1568, les troupes huguenotes conduites par François de Coligny d'Andelot saccagent la cathédrale, martelant le portail et brisant en deux la statue de Charlemagne située à droite de celui-ci. De même, une partie des chapelles rayonnantes du chœur sont détruites ou mutilées et le mobilier est pillé. Après quoi, ordre est donné de saper les piliers de la nef, provoquant son effondrement.

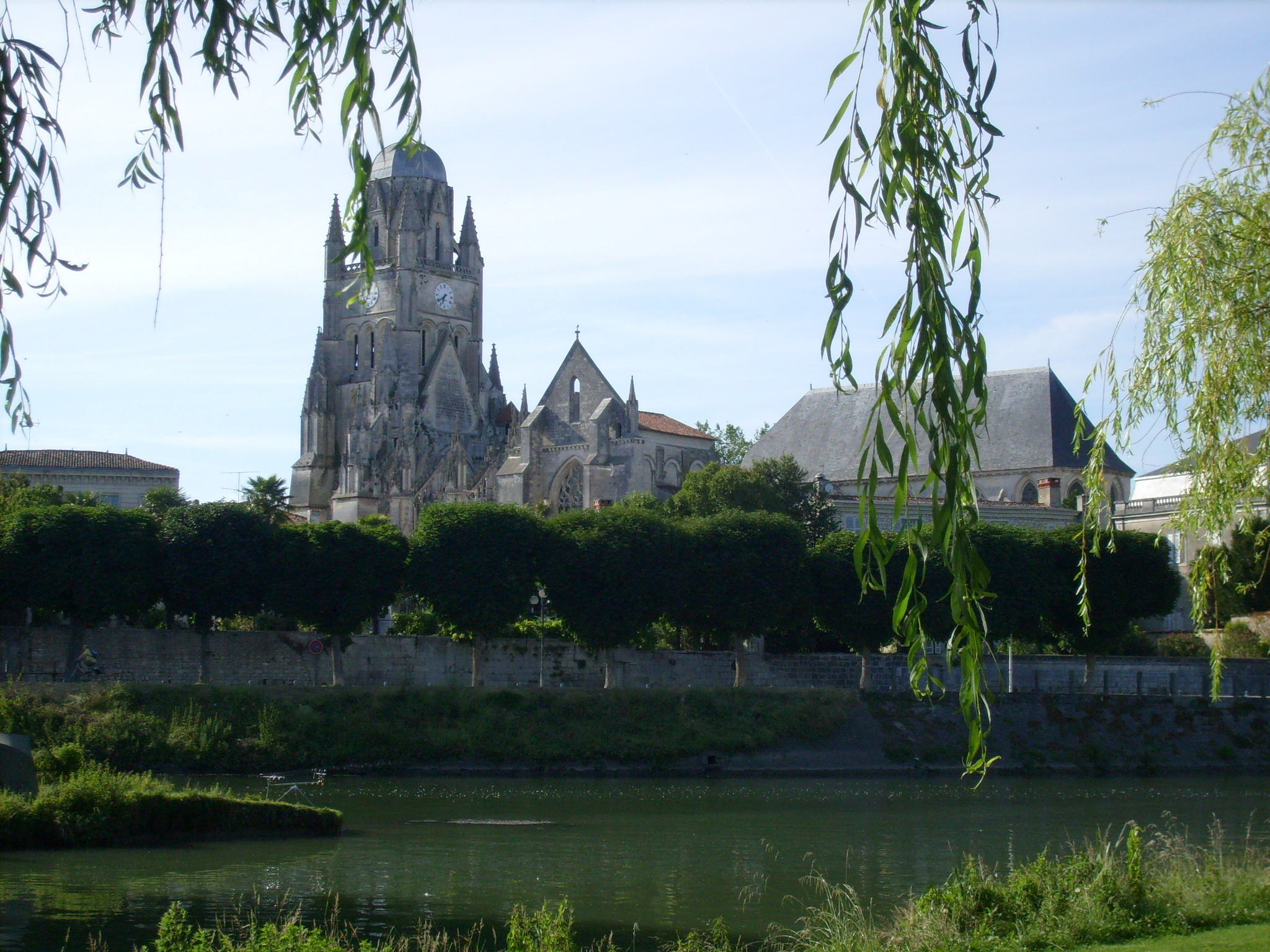
Cathédrale Saint-Pierre, vue depuis les berges de la Charente.

La reconstruction de la nef intervient dès 1585. Cependant, faute de moyens, celle-ci n'est reconstruite qu'aux deux tiers de sa hauteur initiale, ce qui explique la présence d'arcs-boutants donnant sur le vide. Les voûtes à croisée d'ogives ne sont pas remontées, mais remplacées par une voûte d'arêtes en brique (ôtée en 1926). Seuls les collatéraux sont de nouveau dotés de voûtes à croisée d'ogives.
Une seconde campagne de reconstruction intervient sous l'épiscopat de Louis de Bassompierre (1648-1676) et de son successeur Guillaume de La Brunetière du Plessis-Gesté (1677-1702). Le chœur est ainsi reconstruit à partir de 1660 et doté d'une voûte lambrissée évoquant une coque de navire renversée. Recouverte d'un enduit en plâtre, elle est dégagée au cours d'une campagne de restauration menée dans les années 1970.
La cathédrale ne souffre pas de la période révolutionnaire. Il n'en est pas de même pour le prélat qui est à sa tête depuis 1781. En 1791, l'évêque Pierre-Louis de la Rochefoucauld est arrêté pour avoir refusé de prêter le serment constitutionnel. Emprisonné à la prison des Carmes avec plus d'une centaine d'autres ecclésiastiques, il est l'une des victimes des massacres de Septembre, le 2 septembre 1792.
En 1802, le diocèse de Saintes est supprimé et rattaché à celui de La Rochelle. Par un bref pontifical du pape Pie IX en 1852, le diocèse est rebaptisé diocèse de La Rochelle et Saintes et le titre de cathédrale est rendu à l'édifice. En 1871, elle obtient en outre le titre de basilique mineure.
Le 2 août 1965, le dôme a été endommagé par un incendie lors de travaux de rénovation.
Le 12 mai 2012, la cathédrale Saint-Pierre de Saintes participe pour la première fois à l'évènement européen (organisé par l'archidiocèse de Luxembourg), la Nuit des Cathédrales. L'évènement local fait l'objet d'une annonce à la télévision, sur le plan national. La chaîne France 3 consacre un reportage au sein de l'émission Midi en France, le vendredi 11 mai 2012. Une vidéo du comité d'organisation, placé sous l'autorité du diocèse de La Rochelle et Saintes, retrace la soirée sur Wat TV. À cette occasion, un ouvrage sur la cathédrale de Saintes est sorti et a été présenté le 12 mai 2012. Le livre aux Éditions Picard est signé par huit auteurs, dont des chercheurs du CNRS.
Le 11 juin 2012, la cathédrale fait l'objet d'un arrêté municipal de fermeture totale pour travaux. Cet arrêté a fait l'objet de contestations politiques, reprises sur le plan national. Il est mis en avant une discordance entre le décret ministériel NOR/IOC/D/11/21246/C du 29 juillet 2011 et l’arrêté municipal de la ville de Saintes, dès lors que la partie jugée à risque ne concerne à peine un sixième de l’édifice et qu'aucun élément n’est tombé. La cathédrale est de nouveau ouverte au public le 5 octobre 2013, après 16 mois de fermeture. Pour l'occasion, de nombreux événements sont organisés les 5 et 6 octobre, dont une messe solennelle présidée par Bernard Housset, évêque du diocèse de La Rochelle et Saintes.

## Description générale

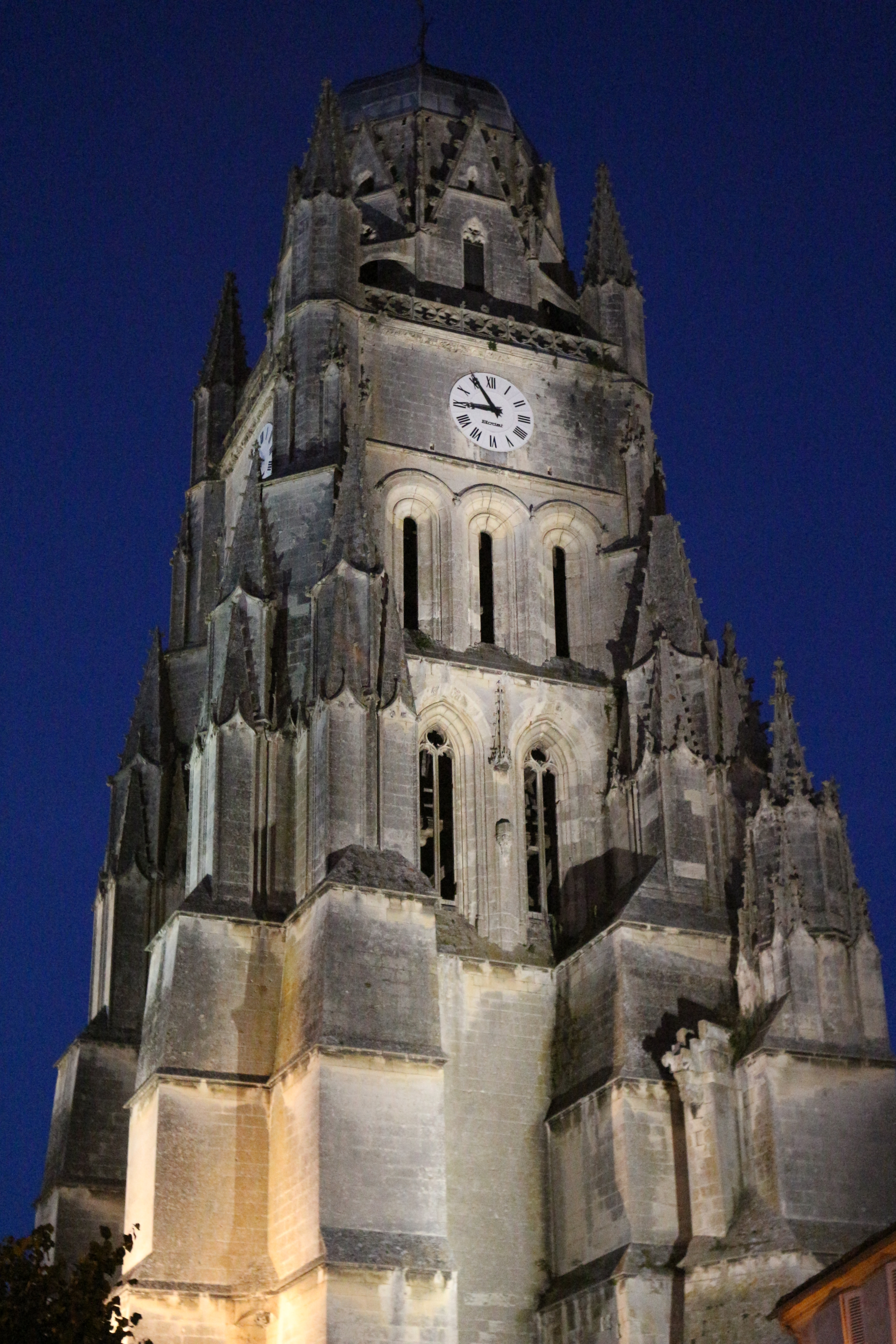
Cathédrale Saint-Pierre la nuit.

### Le clocher
L'un des éléments les plus remarquables de la cathédrale Saint-Pierre est son clocher-porche, lequel domine le paysage urbain de l'ancienne capitale saintongeaise. Dominant les toits de la ville de près de 58 m, il devait à l'origine supporter une flèche en pierre qui l'aurait fait culminer à 96 m. Demeuré inachevé à la suite des guerres de Religion, il est couvert d'un dôme en cuivre lui conférant une silhouette atypique. Un escalier à vis torte datant du XVe siècle permet de rejoindre la plate forme sommitale.

### Les cloches
Le clocher abrite quatre cloches : trois cloches de volée et un braillard :
- Pierre (bourdon) : do 3 1 750 kg fondu en 1834 par les fondeurs Gouyot à Breuvannes (Haute-Marne) ;
- Marie : ré 3 1 240 kg fondue en 1875 par Guillaume, fondeur à Angers ;
- Louis : mi 3 892 kg fondu en 1875 par Guillaume, fondeur à Angers.

Le braillard (cloche de forme peu haute et très évasée) est situé sous la coupole au sommet du clocher. Fixe, il sert uniquement de timbre à l'horloge.
- Sans nom : mi 3 500 kg environ, fondu en 1855 par Lanoaille Dumas, fondeur à Saintes.

Pierre, le bourdon, n'est pas la cloche la plus lourde de Charente-Maritime, celle-ci étant le bourdon de la basilique Saint-Eutrope de Saintes. En revanche, Pierre fait partie des trois cloches au son le plus grave de Charente-Maritime avec le bourdon de l'église Saint-Sauveur de La Rochelle et la cloche de la Grosse Horloge de La Rochelle.

### Le portail
Le portail occidental est formé d'une ogive en arc brisé à quatre voussures sur lesquelles se déploient des représentations d'anges, d'apôtres et de figures de l'ancien testament. Ces sculptures se répartissent en quatre anges de chaque côté, puis cinq personnalités (évêques, bâtisseurs…), puis six personnalités (chevaliers, évêques…) et enfin sept apôtres.

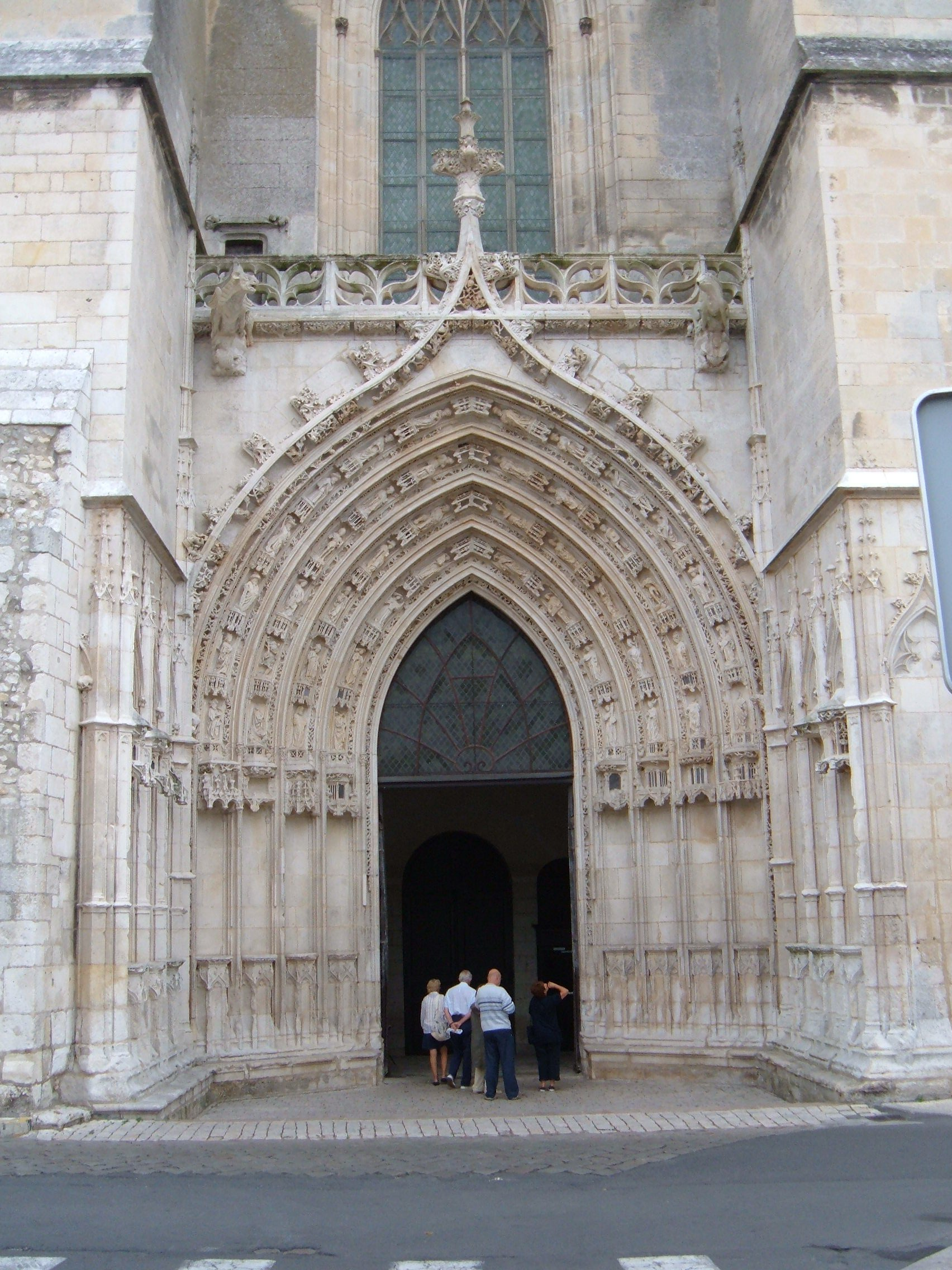
Le portail occidental est représentatif de la sculpture gothique tardive dans le sud-ouest de la France.
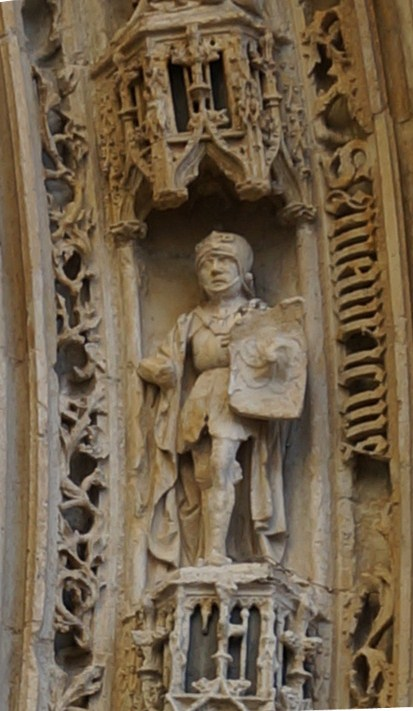
Guerrier
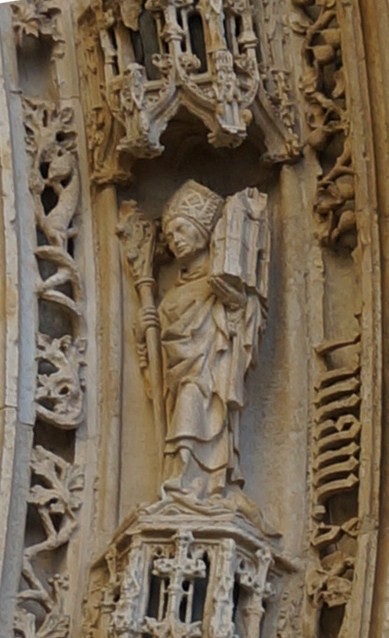
Évêque bâtisseur
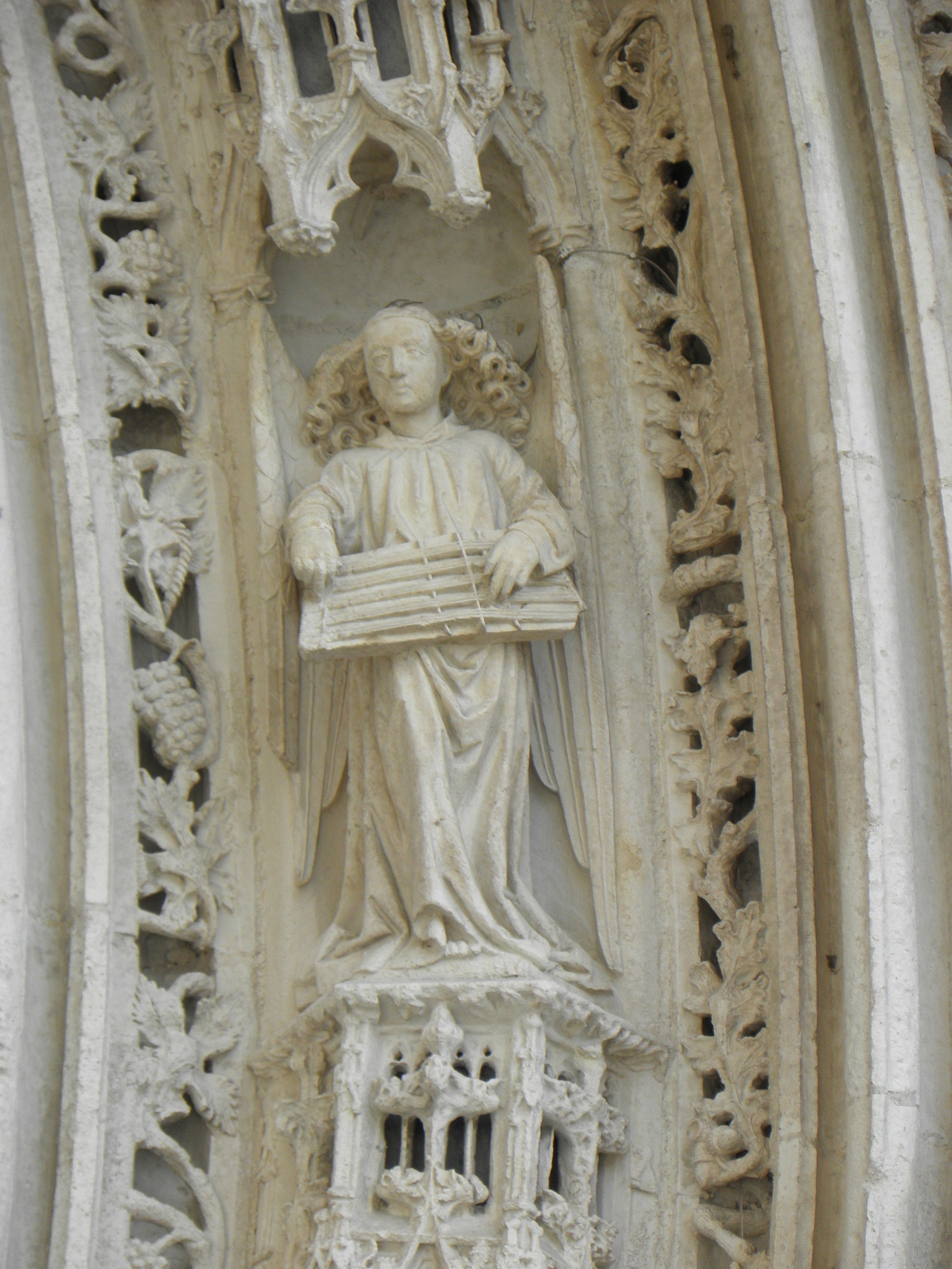
Musicien
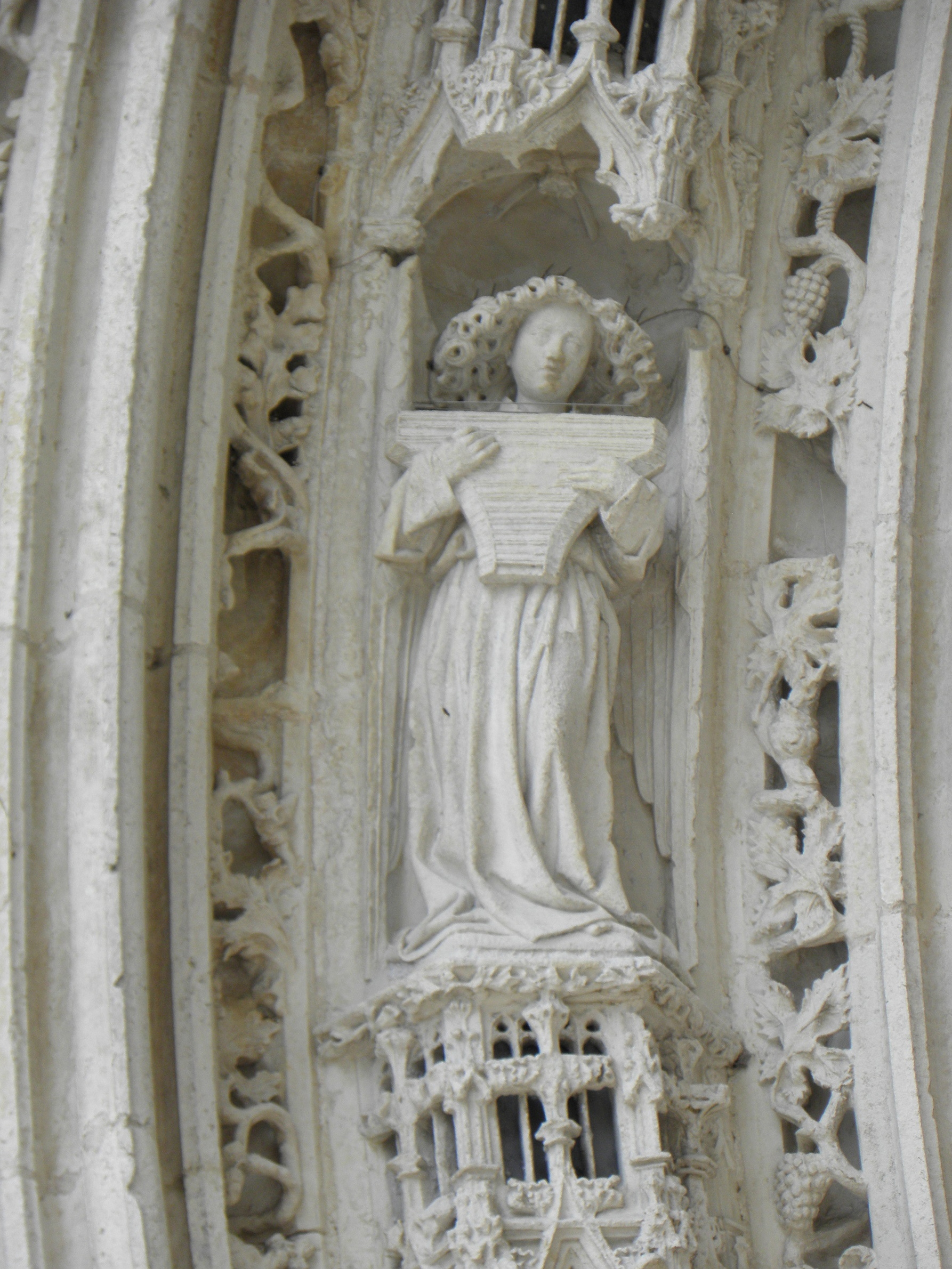
Musicien
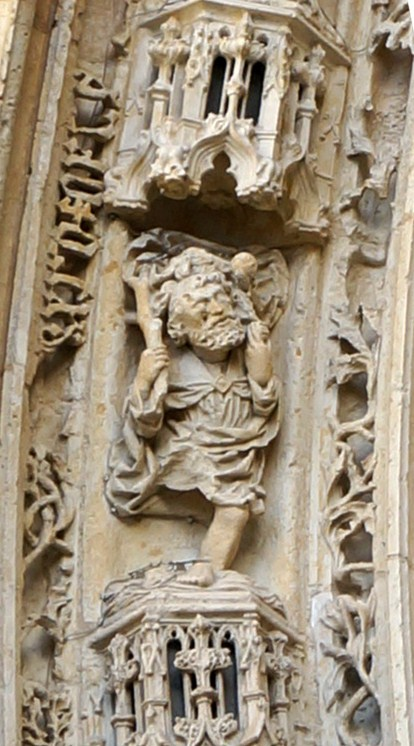
Saint Christophe
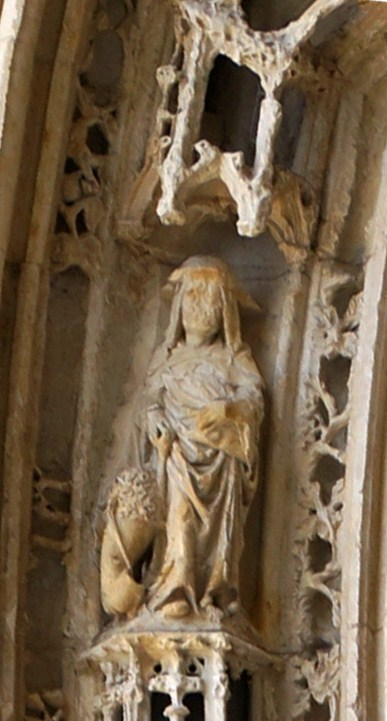
Saint Jérôme

### La nef

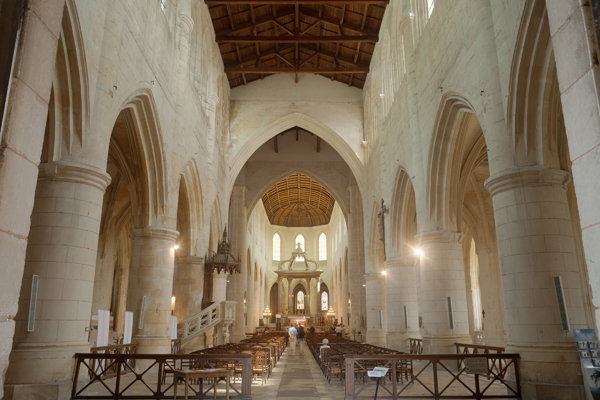
L'intérieur actuel de la cathédrale se caractérise par la sobriété de ses lignes.

La nef de quatre travées a été sévèrement endommagée durant les guerres de religion. Reconstruite aux deux tiers de sa hauteur initiale dans la dernière partie du XVIe siècle, elle a perdu son triforium et ses voûtes à croisée d'ogives. Une charpente laissée apparente couvre l'ensemble depuis 1926. La nef est bordée de bas-côtés eux-mêmes cantonnés de chapelles latérales couvertes d'une voûte sexpartite. De larges baies à remplage flamboyant rappellent l'édifice du XVe siècle.

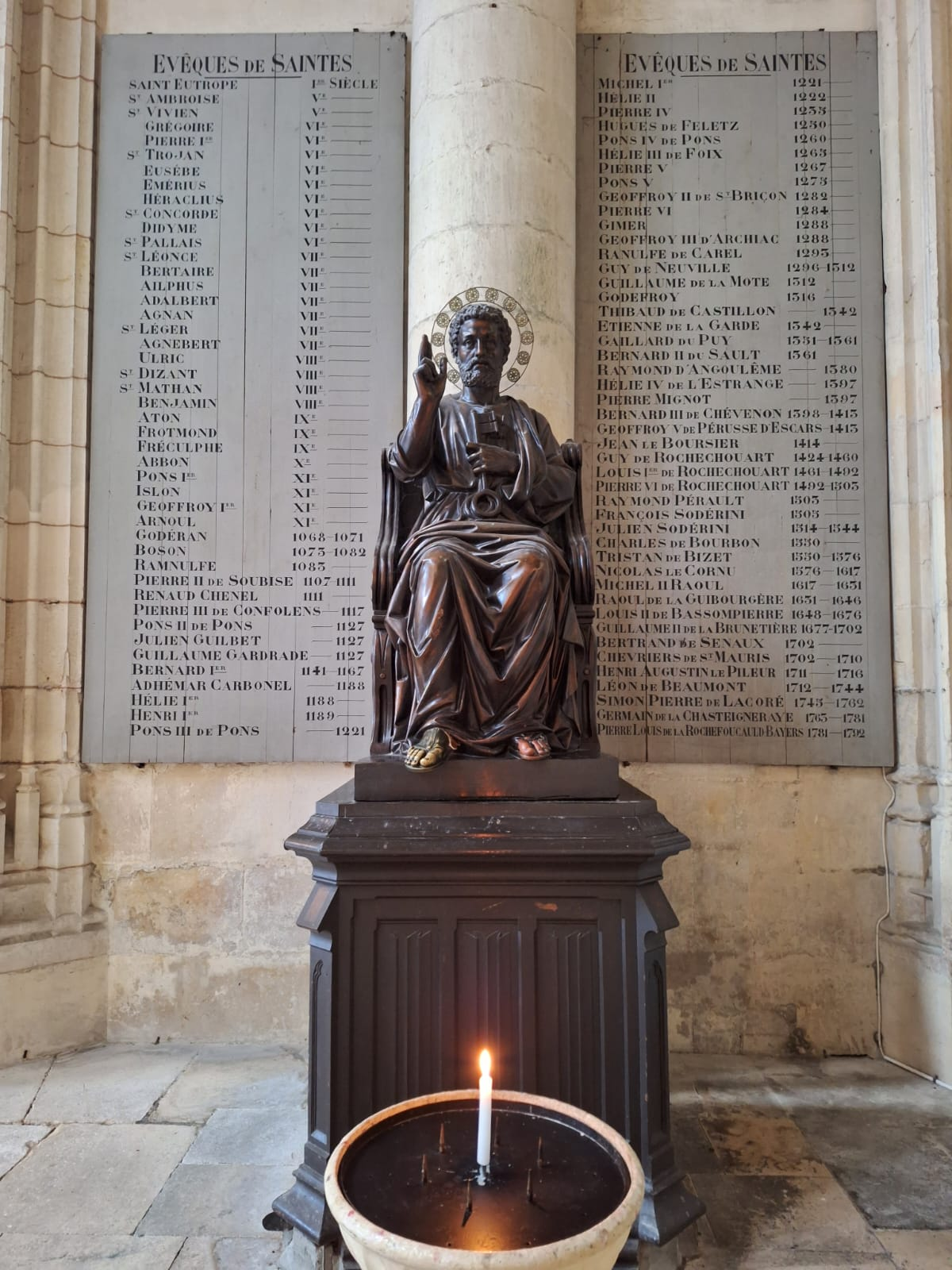
Statue de Saint Pierre devant la liste des évêques de Saintes

### Les orgues

L'orgue de tribune.

Installées sur une tribune dominant la nef, les grandes-orgues ont été placées dans la cathédrale en 1626. Œuvre de l'organier Jehan Ourry, elles ont été reprises au XVIIIe siècle. Les dimensions du buffet sont de 3,34 m de hauteur sur 6,24 m de largeur et 1,57 m de profondeur. Il se caractérise par un décor rocaille comprenant une statue du roi David jouant de la harpe.
Le buffet est classé monument historique depuis 1943, l'orgue en lui-même l'est depuis 1973.
 Composition actuelle
| Positif de dos 54 notes |
| Montre 8'               |
| Bourdon 8'              |
| Prestant 4'             |
| Flûte 4'                |
| Doublette 2'            |
| Nazard 2 2/3'           |
| Tierce 1 3/5'           |
| Larigot 1 1/3'          |
| Fourniture II           |
| Cymbale IV              |
| Cromorne 8'             |
| Voix humaie 8'          |
| Clairon 4'              |
| Tremblant               |

| Grand-orgue 54 notes  |
| Montre 16'            |
| Montre 8'             |
| Bourdon 8'            |
| Prestant 4'           |
| Flûte 4'              |
| Grande Tierce 3 1/5'  |
| Nazard 2 2/3'         |
| Doublette 2'          |
| Tierce 1 3/5'         |
| Cornet V              |
| Grande Fourniture III |
| Petit Fourniture IV   |
| 1re Trompette 8'      |
| 2e Trompette 8'       |
| Clairon 4'            |

| Récit 37 notes |
| Cornet V       |
| Trompette 8'   |

| Pédale 30 notes |
| Soubasse 16'    |
| Flûte 8'        |
| Flûte 4'        |
| Bombarde 16'    |
| Trompette 8'    |
| Clairon 4'      |

### Le transept
Les deux bras du transept sont couverts de coupoles sur pendentifs. Si le croisillon nord a été en grande partie reconstruit au XIVe siècle, puis au XVIe siècle, le croisillon sud date essentiellement du XIIe siècle. Il s'agit de l'unique vestige de la cathédrale romane érigée par Pierre de Confolens. Un enfeu du XIIIe siècle est établi dans le mur sud.
Tandis que l'absidiole du croisillon sud a été conservée, accueillant un retable du XVIIIe siècle, celle du croisillon nord a été abattue durant le saccage de la cathédrale par les armées réformées.
Le transept nord a connu diverses utilisations dans l'histoire. Il est dédié actuellement au Sacré-Coeur.

Le transept sud est fermé au public depuis 2012 en raison de défauts de structure. Il donne accès au cloître et comprend une chapelle : la chapelle Saint Joseph.

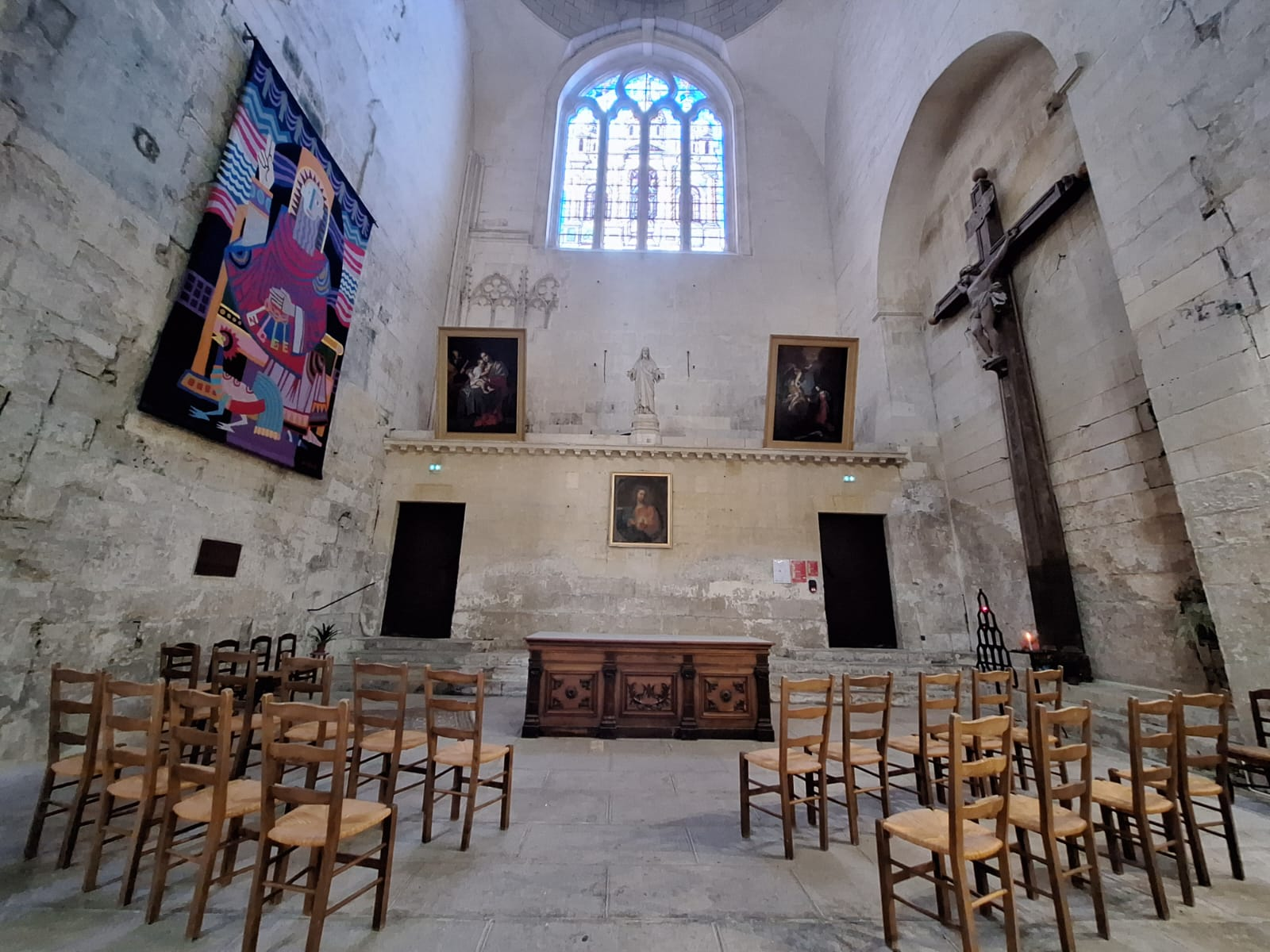
Le transept nord en 2024
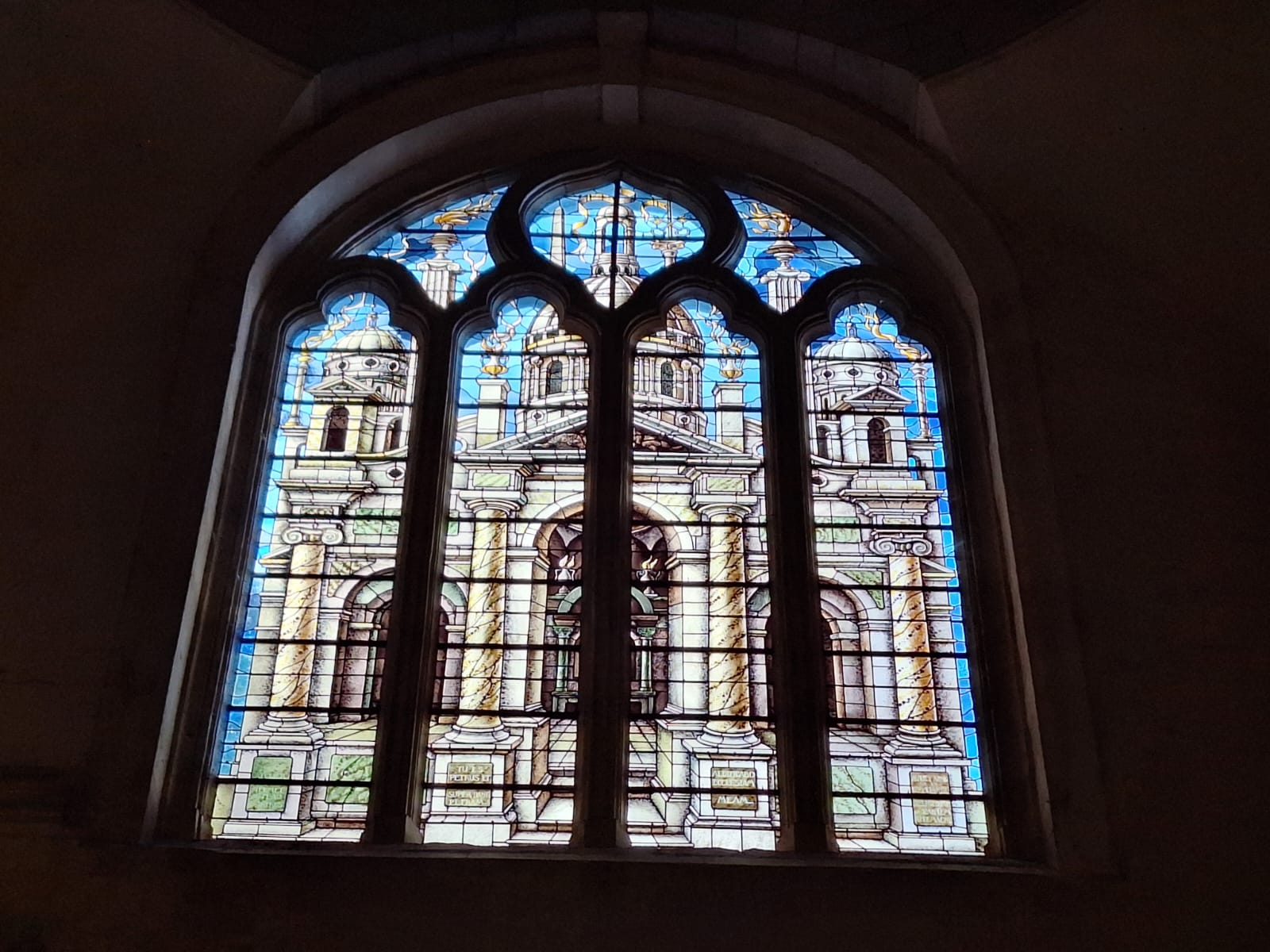
Vitrail monumental du transept nord, offert par la ville de Xanten en 1996

### Trésor et chœur

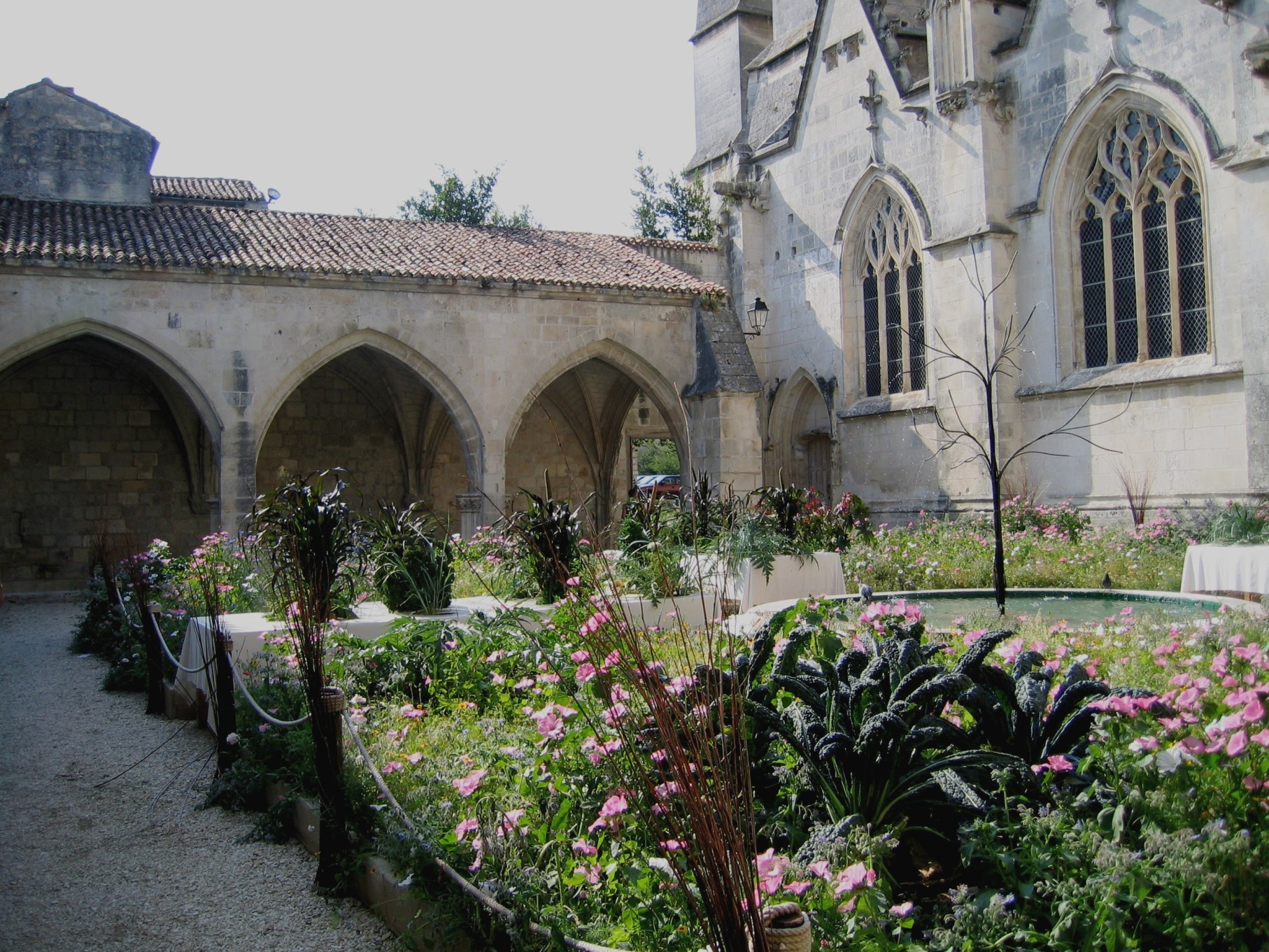
Cloître canonial de la cathédrale.

Le croisillon sud permet l'accès au cloître canonial, l'un des rares de ce type à être conservé en France. Seules subsistent de nos jours les galeries sud et ouest, lesquelles accueillent quelques pierres tombales de chanoines.
Un bâtiment annexe permet également d'accéder au trésor de la cathédrale, l'un des plus importants de la région Poitou-Charentes. Parmi les pièces exposées se trouvent un calice en argent ciselé du XVIIIe siècle, réalisation de l'orfèvre François-Daniel Imlin, un tableau du XVIIIe siècle représentant la conversion de sainte Eustelle, un crucifix en argent présentant un décor rocaille daté de 1776, ou encore des burettes en porcelaine du XVIIIe siècle.

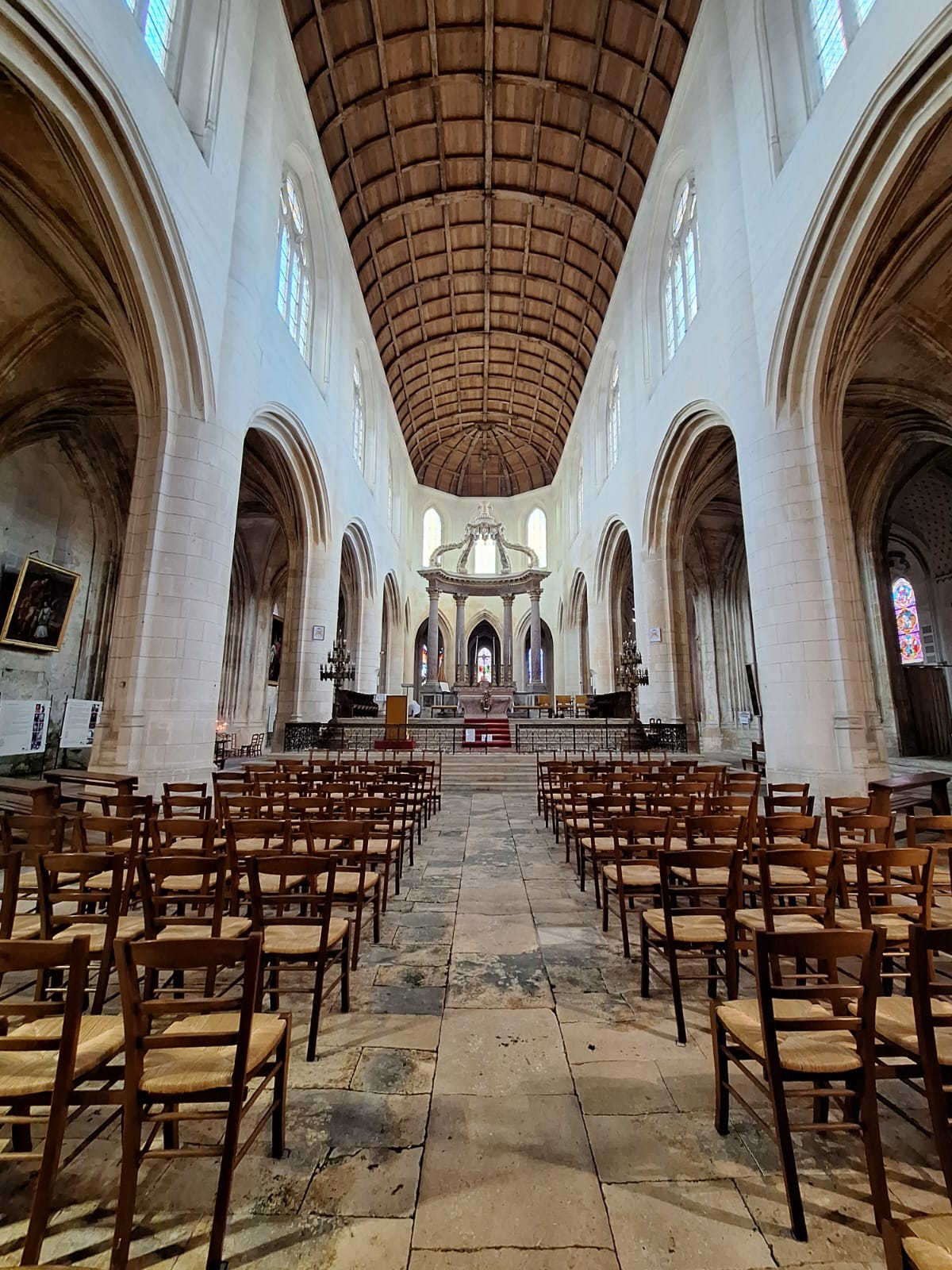
Le chœur de la cathédrale

Le chœur de la cathédrale est couvert d'une voûte lambrissée en forme de coque de navire renversée. Bordé d'un déambulatoire, il ne conserve que quatre des quinze chapelles rayonnantes d'origine, les autres ayant été démolies par les huguenots. Parmi les chapelles subsistantes, la chapelle axiale — dite « chapelle de la Psalette » — intègre des éléments du gothique tardif et des motifs préfigurant la Renaissance. Réalisée entre 1515 et 1520, elle abrite les tombeaux de deux doyens du chapitre.
L'élément central du chœur est le ciborium, réalisé au XIXe siècle à partir de matériaux récupérés du mobilier de l'abbaye aux dames. Il se compose de quatre colonnes de marbre rouge supportant un entablement en forme d'hémicycle. Offertes à la cathédrale par Napoléon Bonaparte, alors Premier consul, elles ne sont assemblées de manière à former un maître-autel à baldaquin qu'en 1822 du fait de la précarité des finances de l'église à cette époque. Réalisé par le marbrier Penaud, le maçon Morisson, l’ébéniste Fragnaud et le peintre doreur Riche, l'œuvre est achevée en 1826.

### Les chapelles
- La chapelle des fonts baptismaux, autrefois chapelle Saint Sébastien, ornée d'un lustre et d'un ciborium, qui a aussi un tableau du baptême du Christ par Jean le Baptiste, peint par Mlle Delusse au XIXe siècle, professeur de dessin.

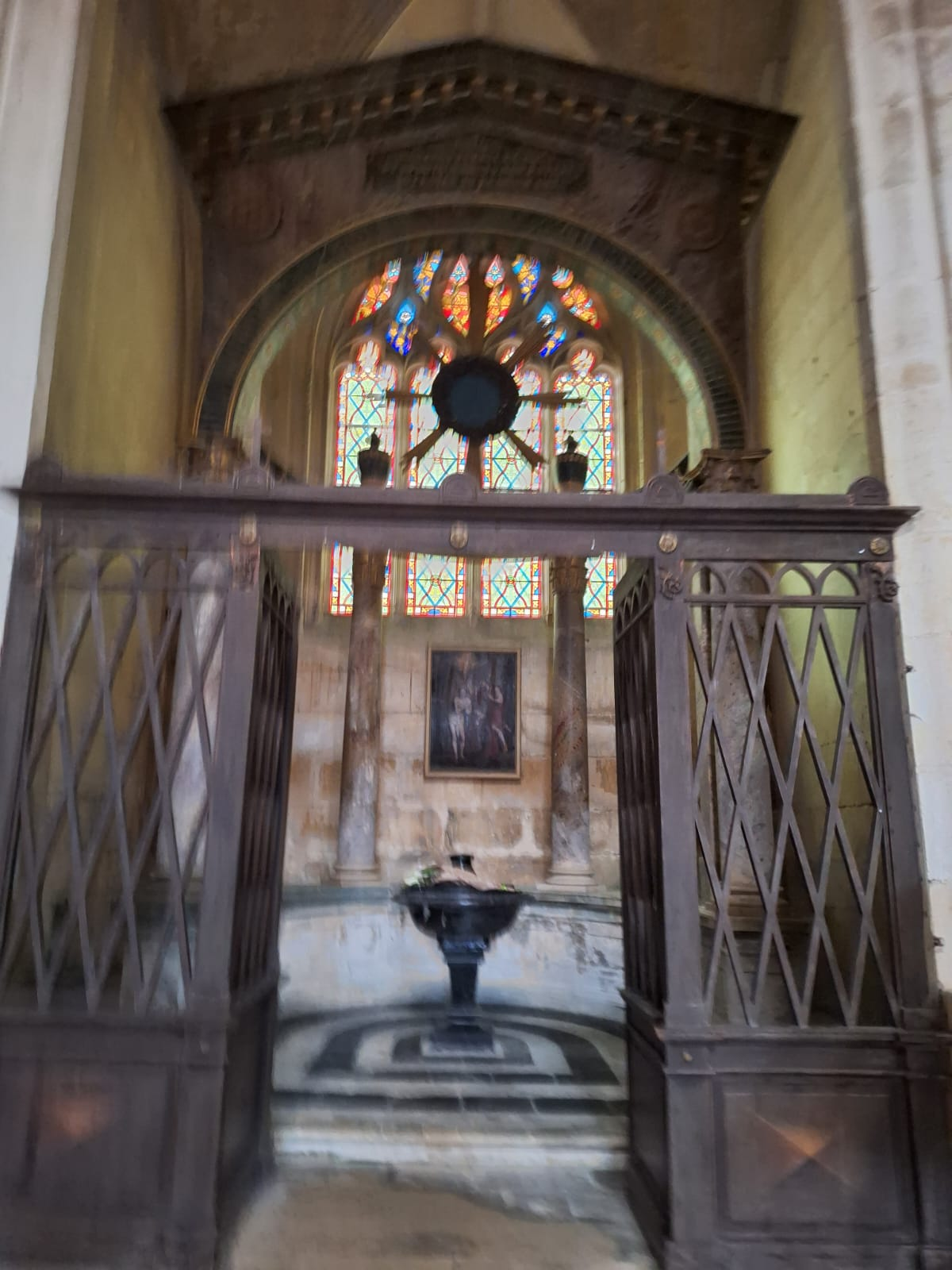
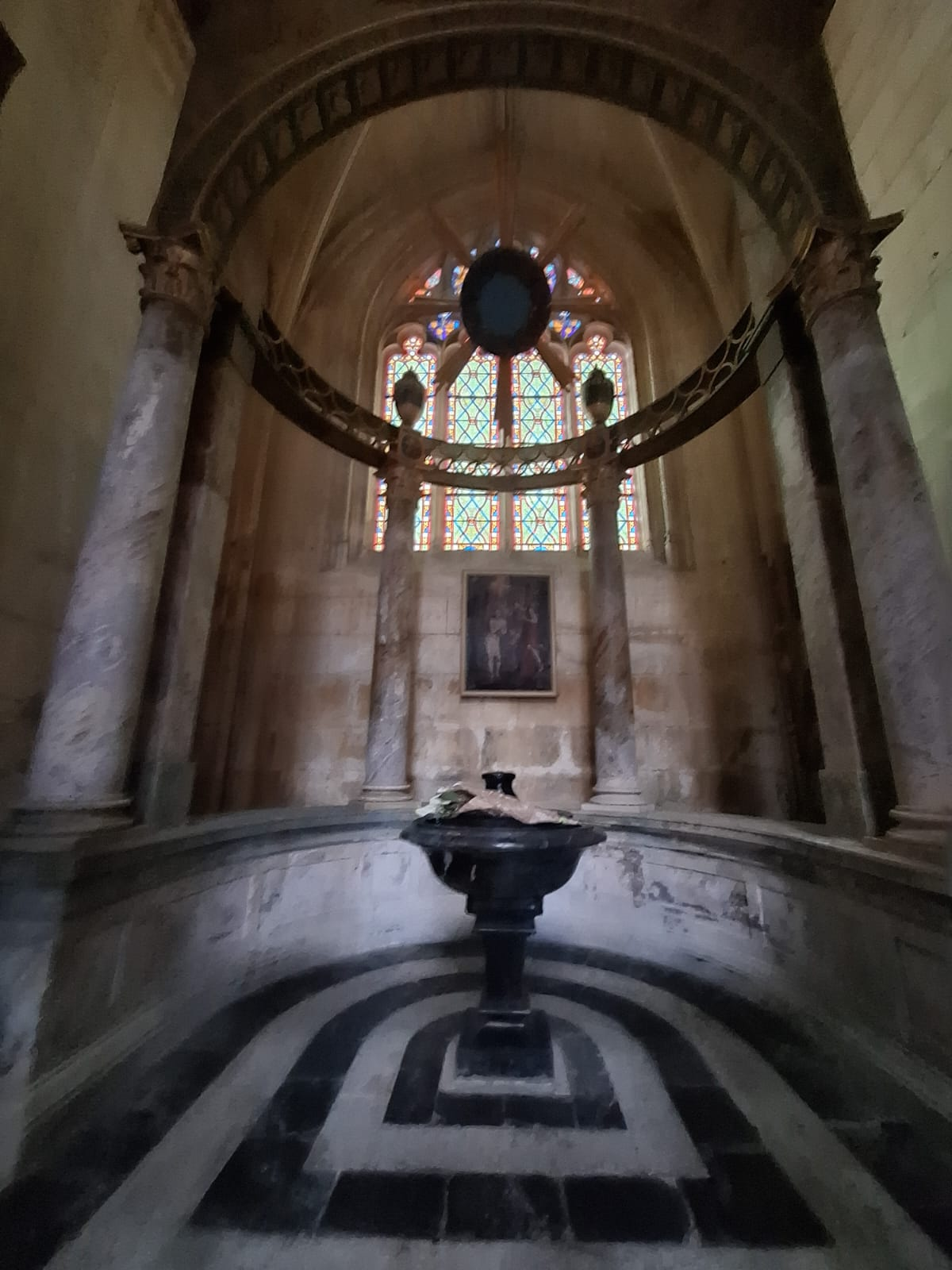

- La chapelle Sainte Marie-Madeleine, elle a un tableau d'Antoine Reissener, La Naissance de la Vierge du XIXe siècle.

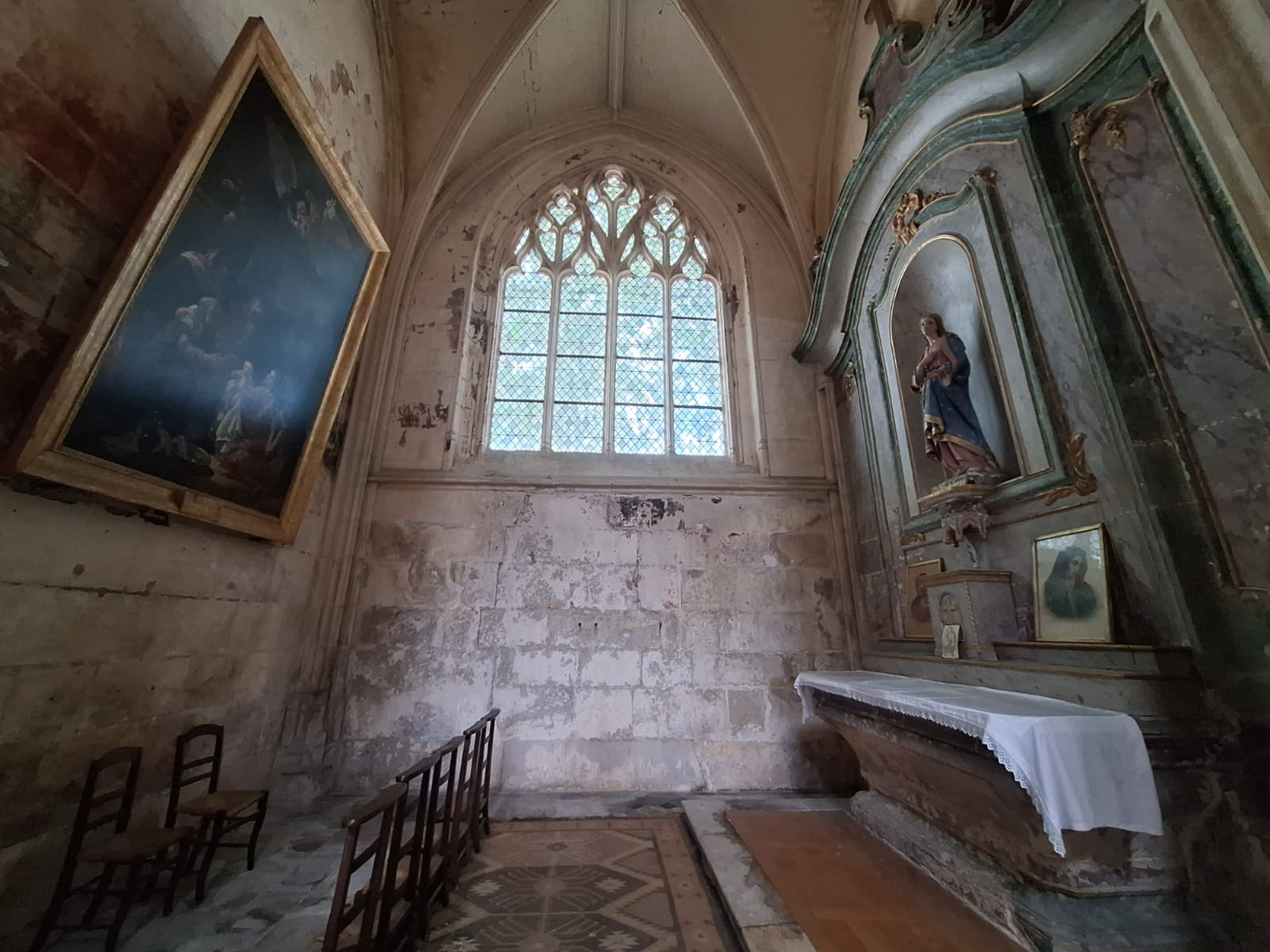

- La chapelle des âmes du purgatoire, outre son autel elle abrite un monument aux morts de la Première Guerre mondiale et deux tableaux classés : un Moine en prière du XVIIIe siècle et La Vierge Marie intercédant pour les âmes du purgatoire du XIXe siècle, par Louis Sotta, professeur de dessin à Saintes entre 1835 et 1855.

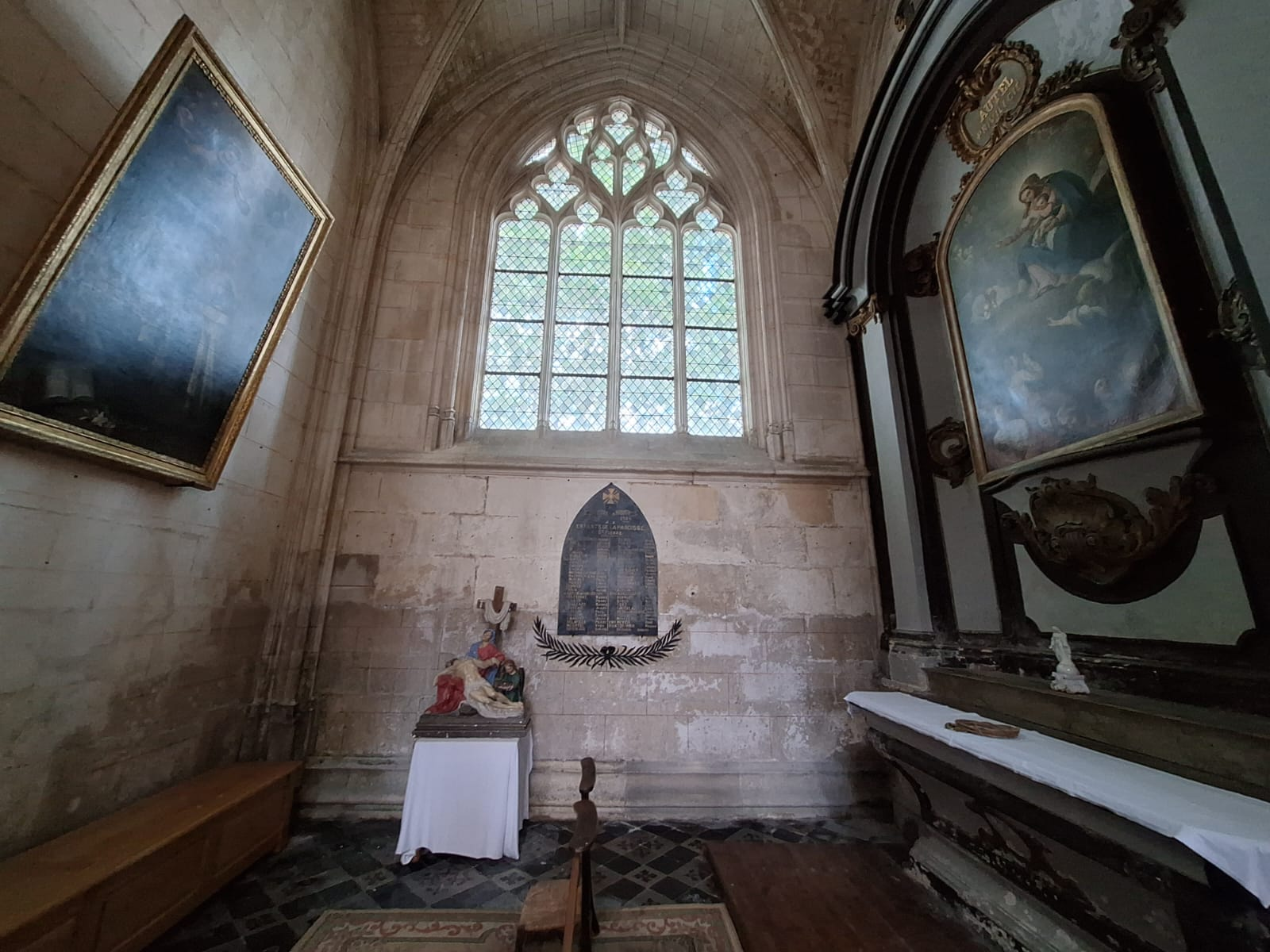

- La chapelle Saint-Michel, qui abrite une dédicace du XVIe siècle à Charles Guitard et qui est classée.

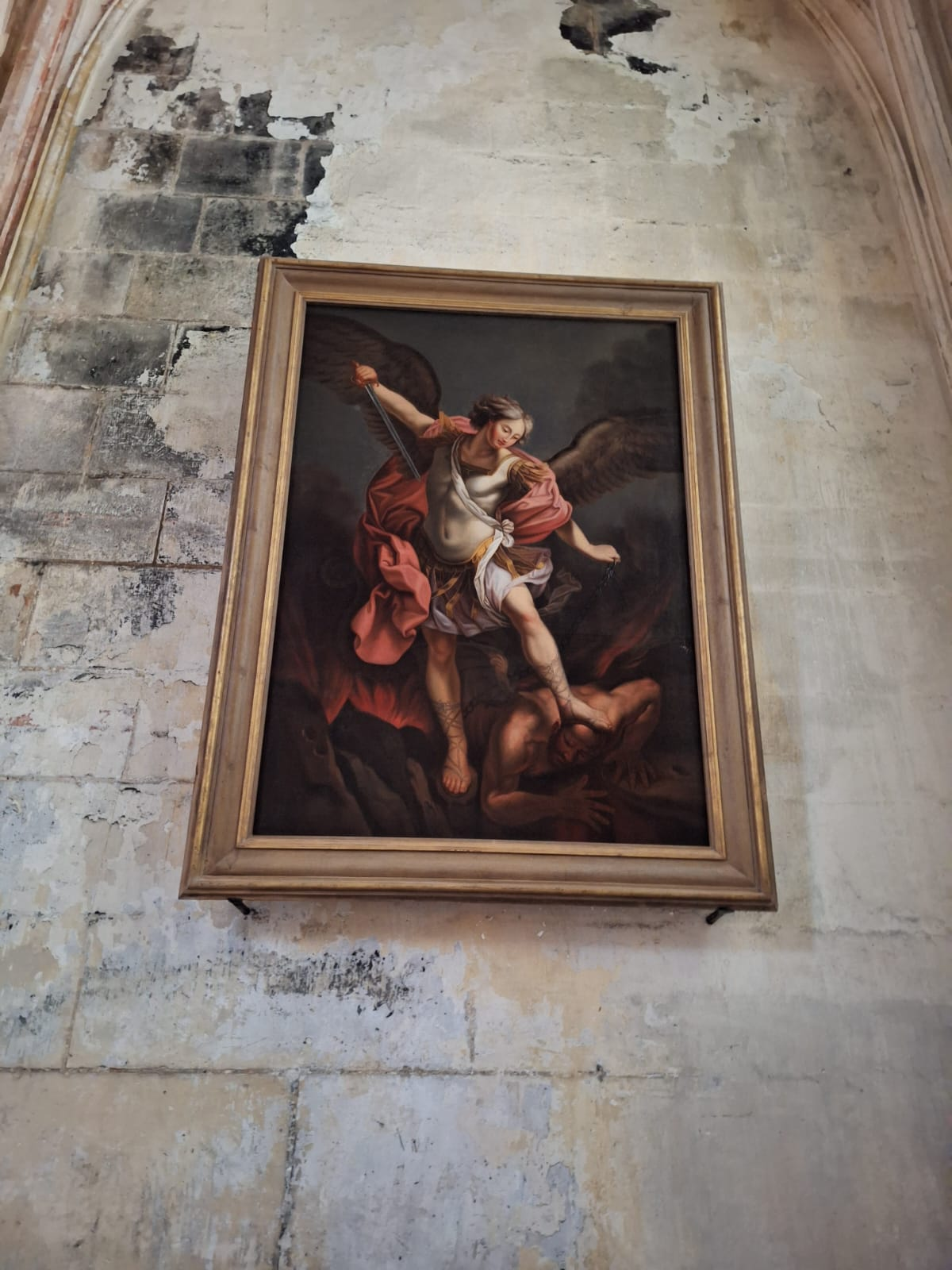

- La chapelle Sainte Thérèse de l'Enfant Jésus, autrefois appelée chapelle du déambulatoire, chapelle de la Trinité, chapelle du refuge. En clef de voûte, elle comprend les armoiries de la famille Du Refuge, famille protectrice : d'argent à deux faces de gueules et deux cuivres ou couleurs affrontées d'azur.

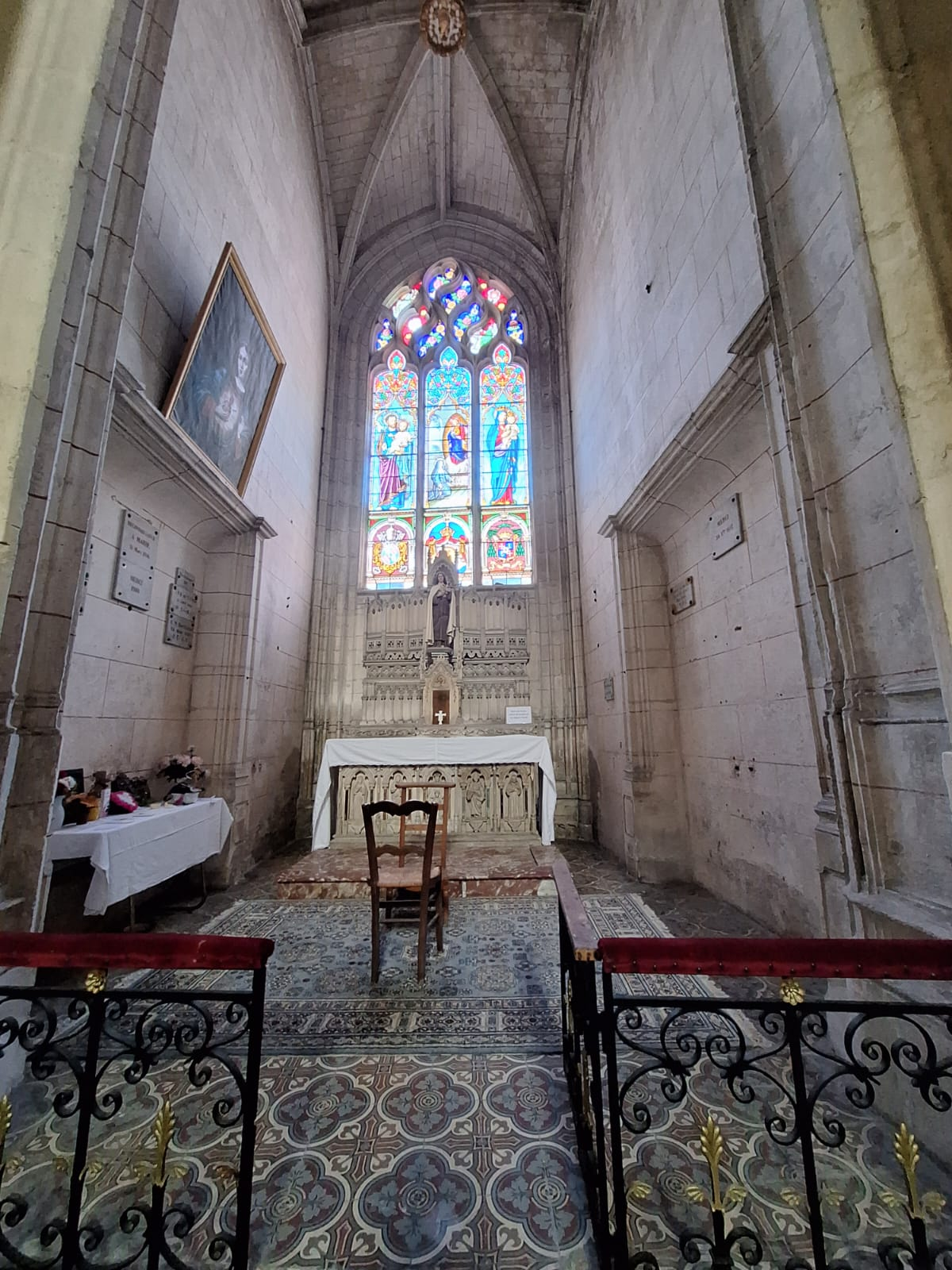

- La chapelle du Saint-Esprit et de Notre-Dame de Lourdes.

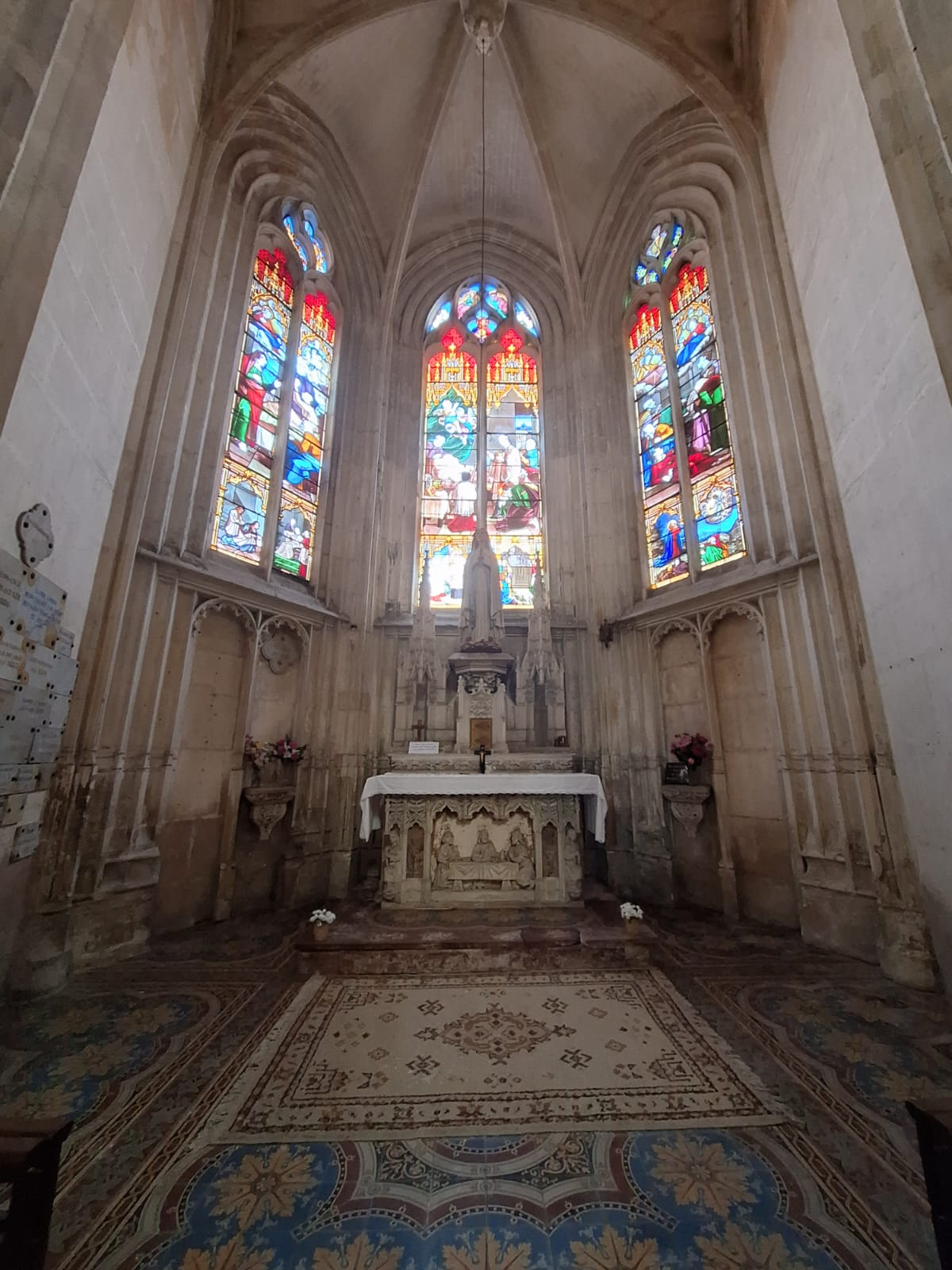

- La chapelle axiale, chapelle des enfants de chœur de la Psalette, dite des Tourette, famille qui a participé à sa construction en style gothique tardif et des motifs préfigurant la Renaissance. Réalisée entre 1515 et 1520, elle abrite les tombeaux de deux doyens du chapitre[16].

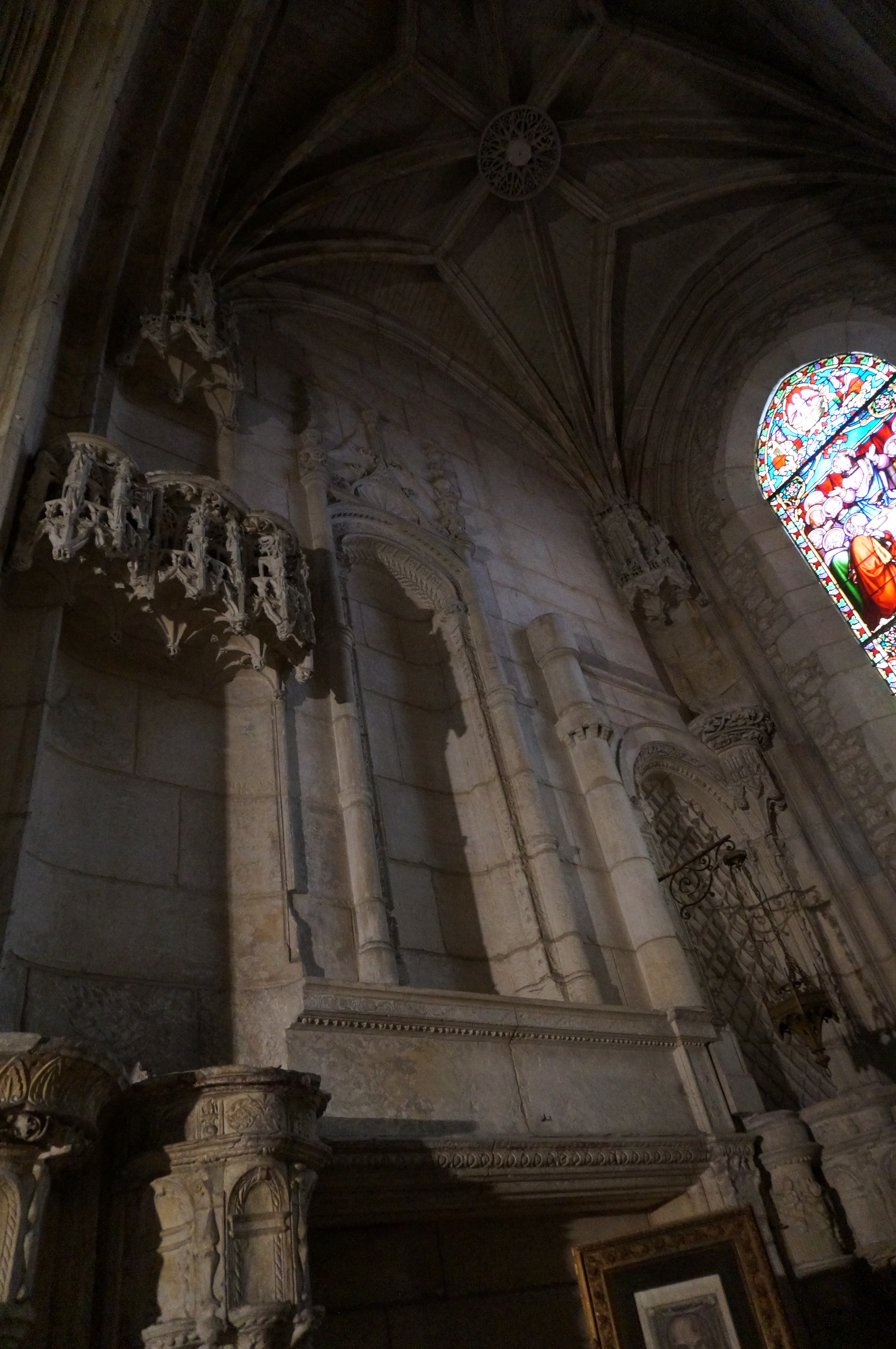
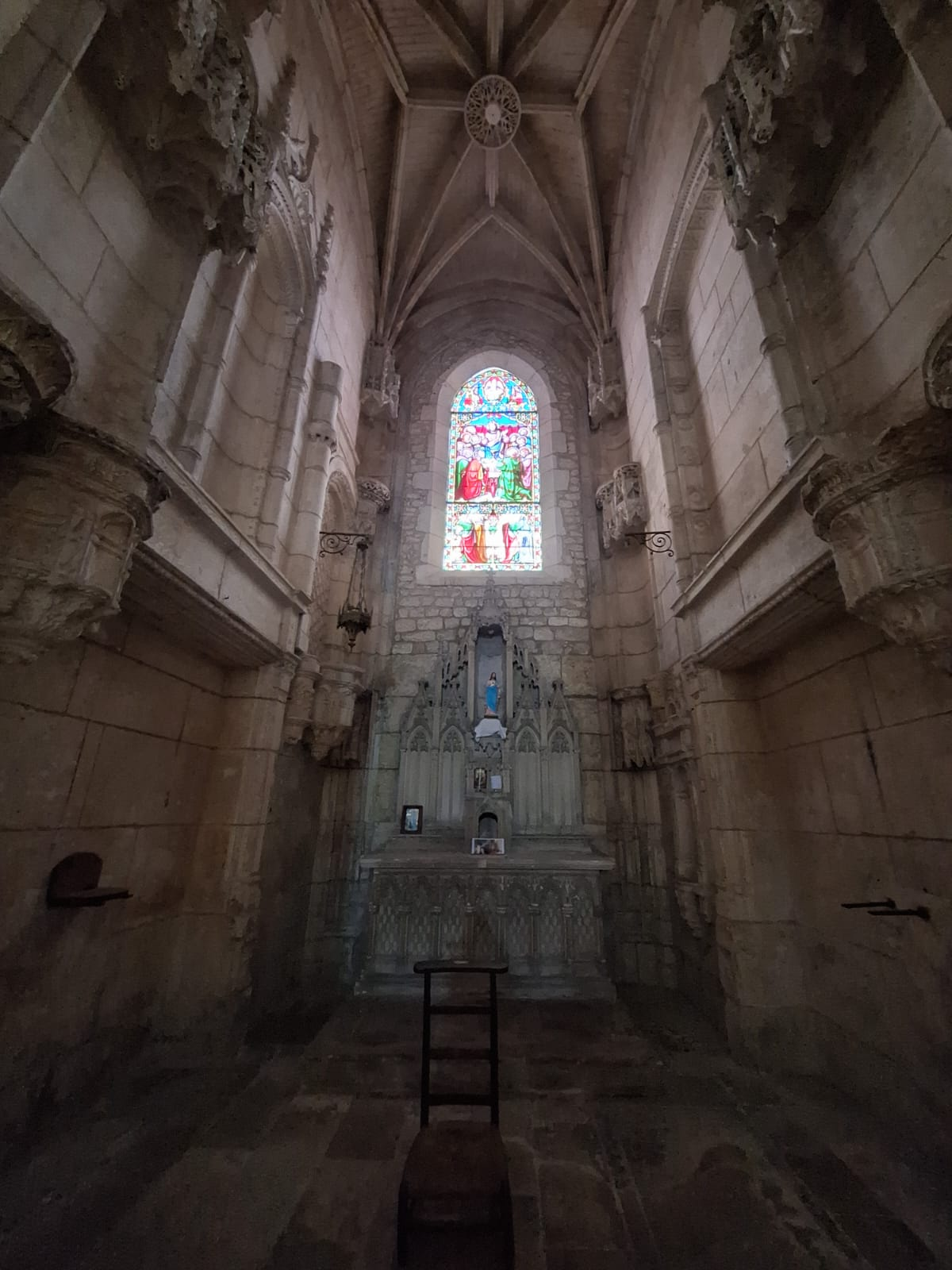

- La chapelle Marie-Eustelle Harpain, pour Marie-Eustelle Harpain. Elle ne comprend qu'un mur plein au sein du déambulatoire. L'ancienne chapelle correspondante a été détruite pendant les guerres de religion.

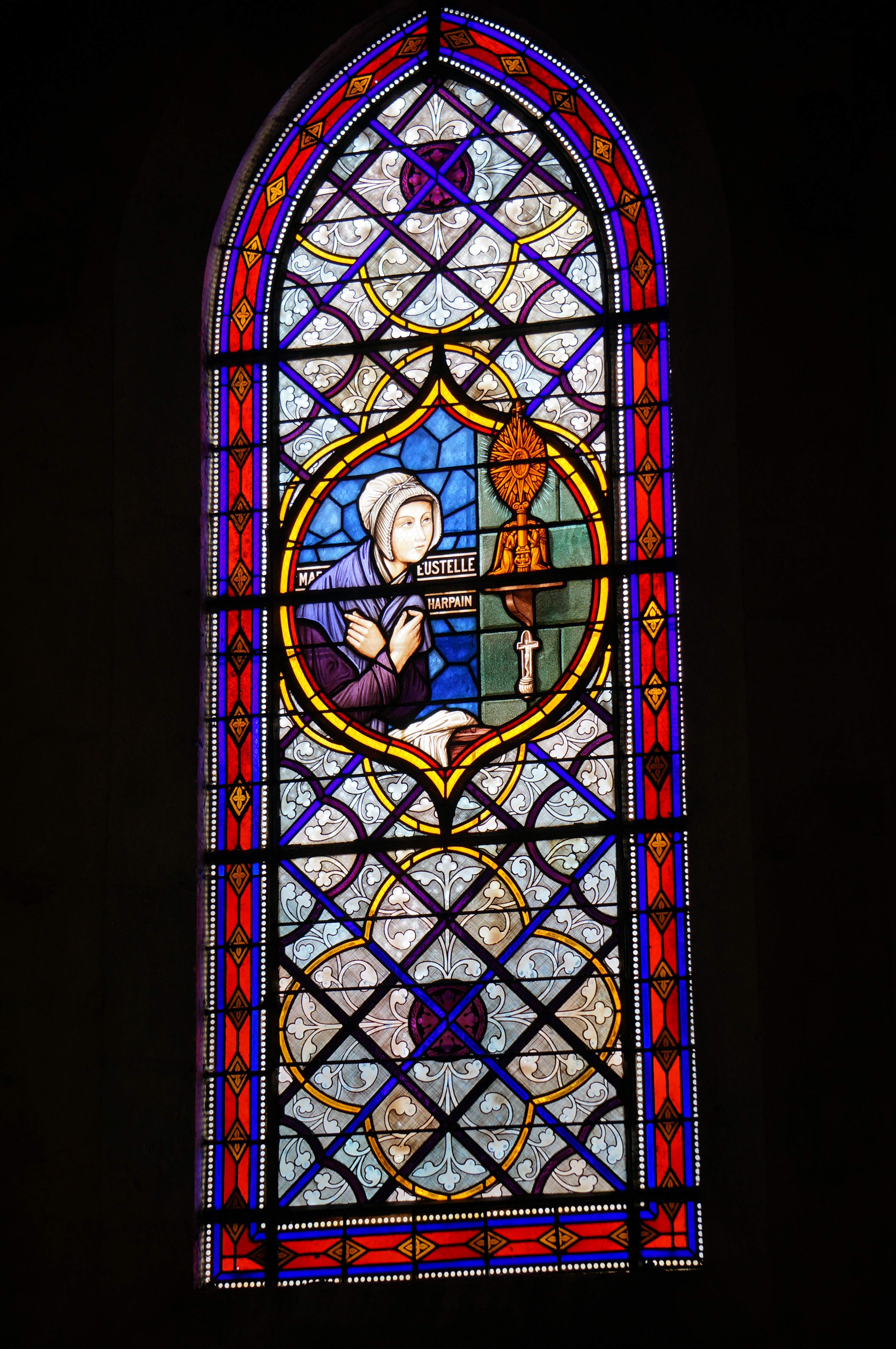
Vitrail de Marie Eustelle Harpain

- La chapelle Notre-Dame des Victoires, aussi appelée chapelle du Saint-Sacrement, ou chapelle sud du chœur, qui contient une série de niches à coquilles du XVIIe siècle, une voûte en étoiles, et un autel du XIXe siècle sculpté par les Frères Arnold, sculpteurs saintais. L'autel, le lavabo, le tabernacle, la crédence et le retable du XIXe sont classés, ainsi que le vitrail des patriarches.

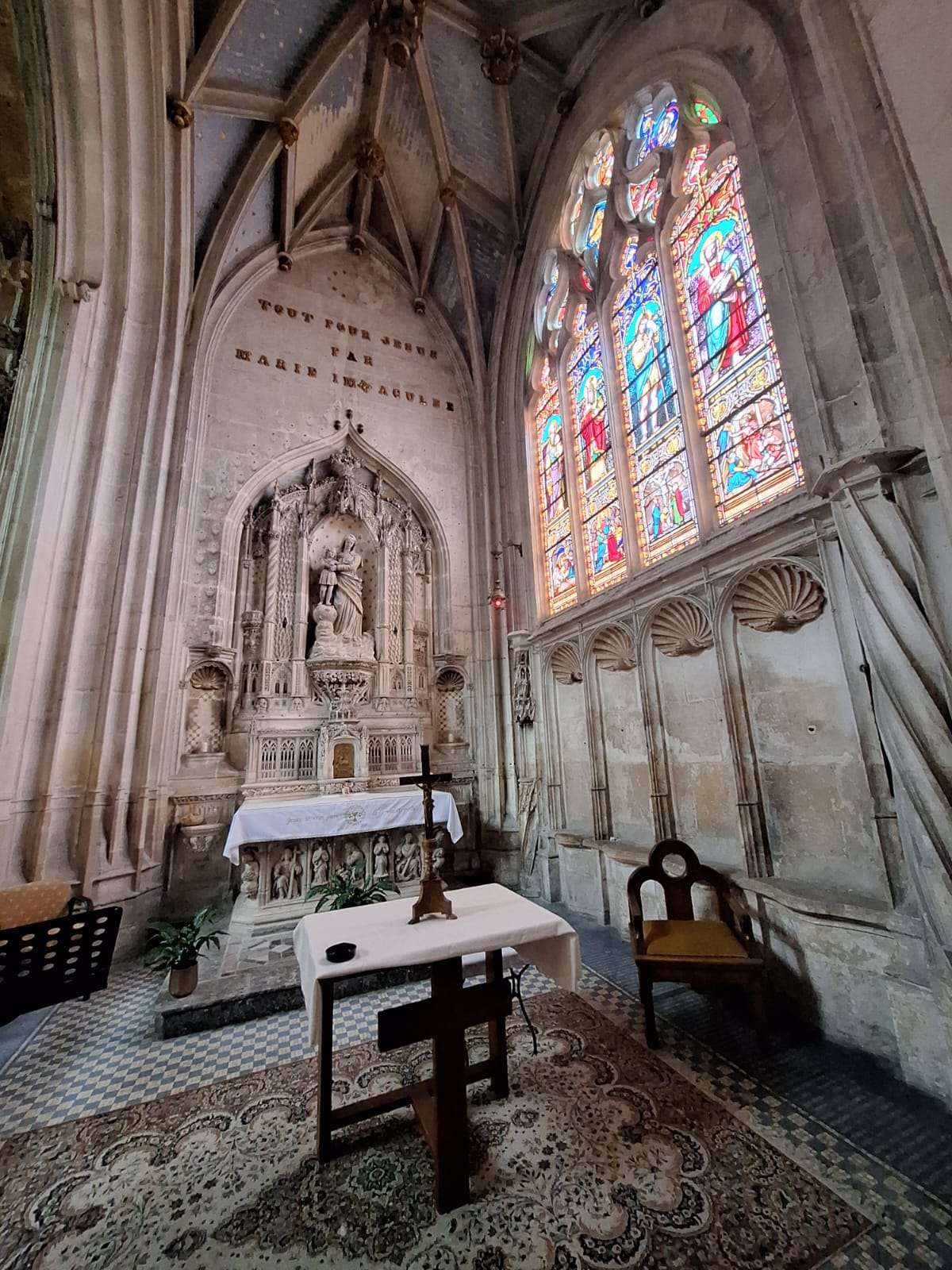
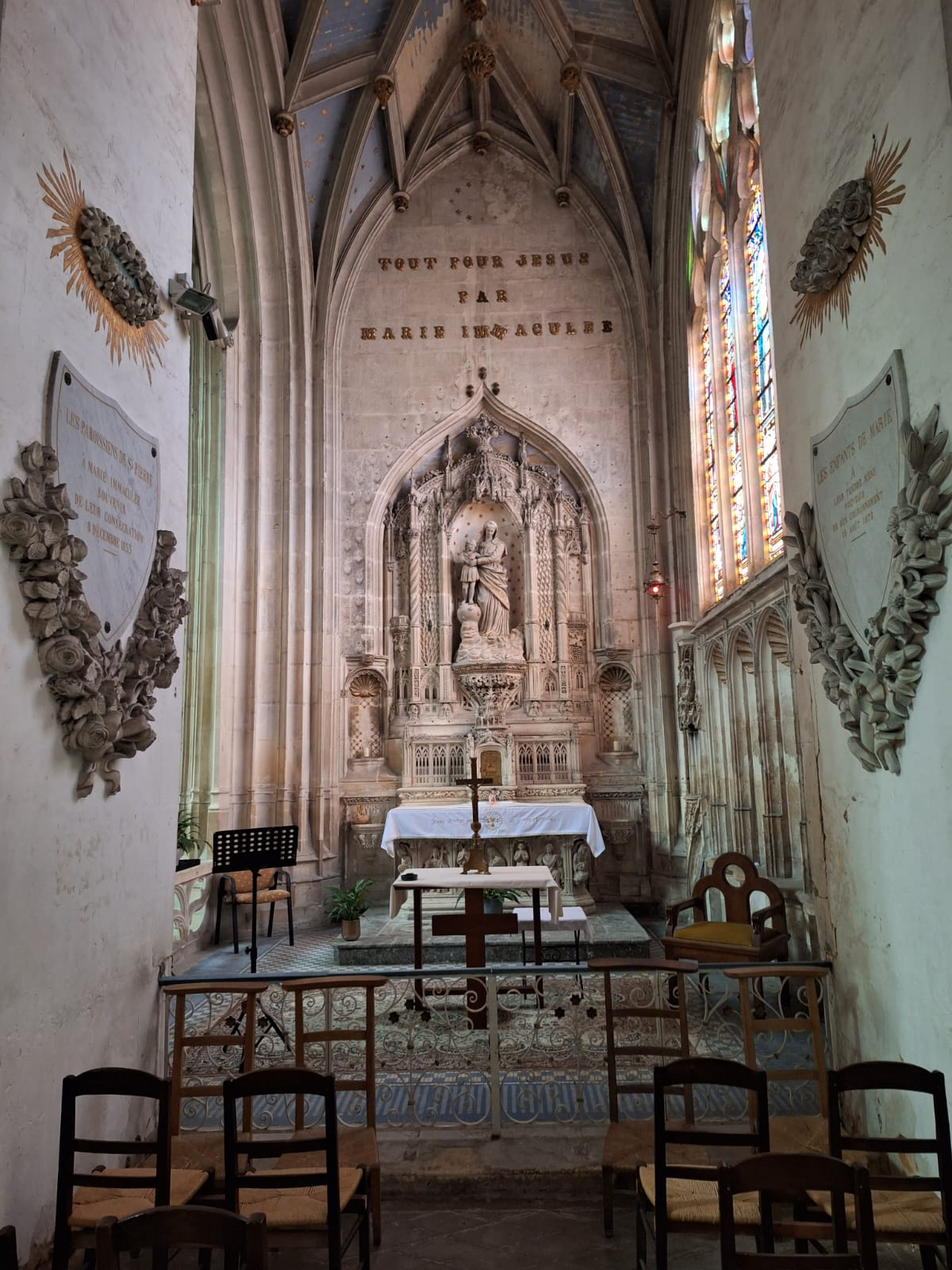
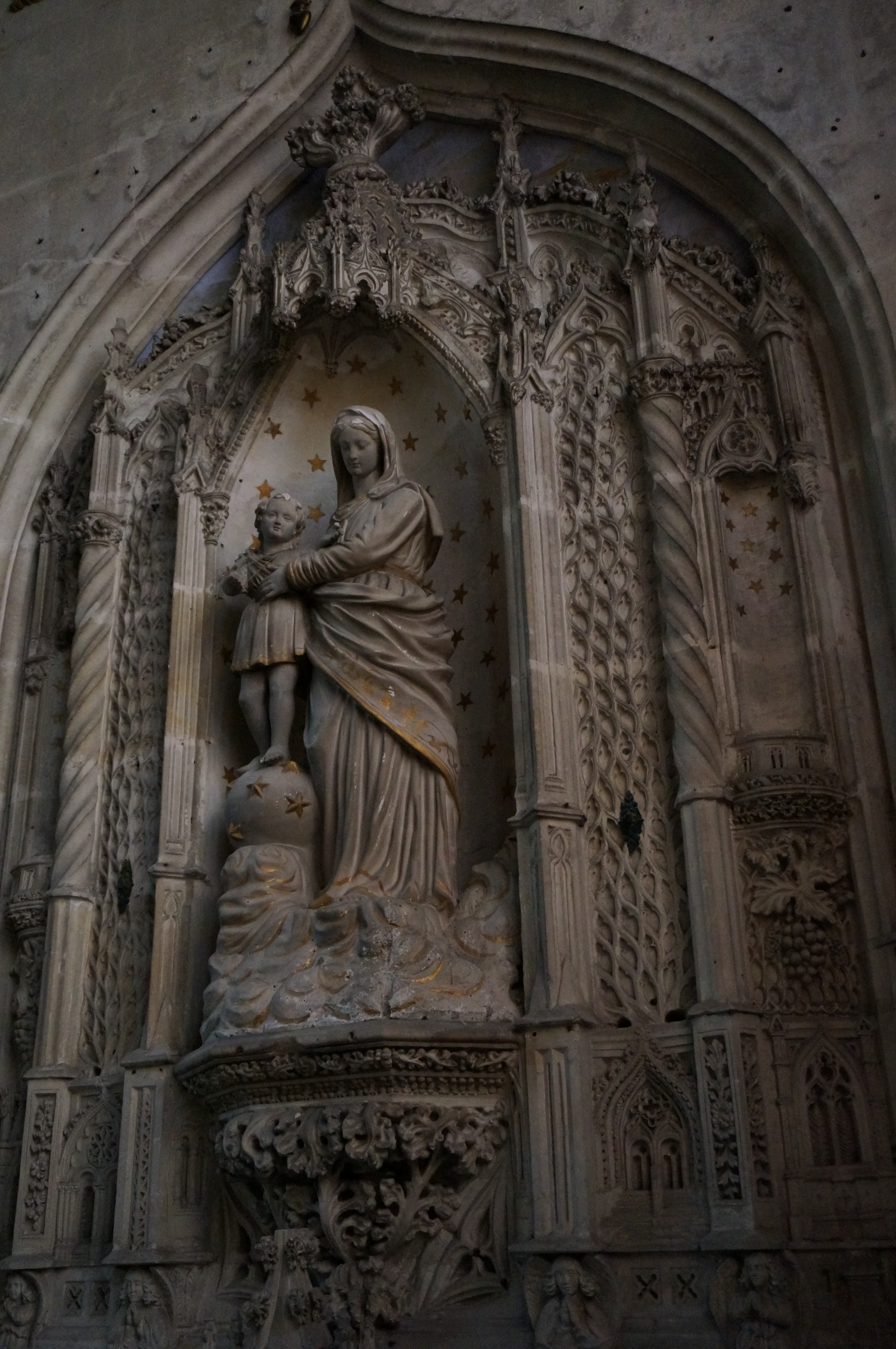

- La chapelle Saint Joseph, aussi appelée chapelle du croisillon-sud, autrefois chapelle Saint Jean et Saint Jacques, est la chapelle correspondant à l'absidiole du transept sud. Elle comprend un retable en pierre peinte du XVIIIe siècle, un tableau de la naissance de la Vierge peint par Riesener (don du ministre de l'intérieur en 1850), deux crédences en fer forgé et tôle dorée. Dans le mur, il reste l'enfeu de la sépulture du cardinal d'Archiac.

- La chapelle Saint Eutrope, autrefois chapelle Saint André et Saint Jacques, une plaque à Jean de Vivonne, marquis de Pisany (1530-1599) y est apposée. Elle possède un tableau figurant Sainte Eustelle aux pieds de Saint Eutrope, 1er évêque et évangélisateur de Saintes, signé Solla - 1818, qui est classé.

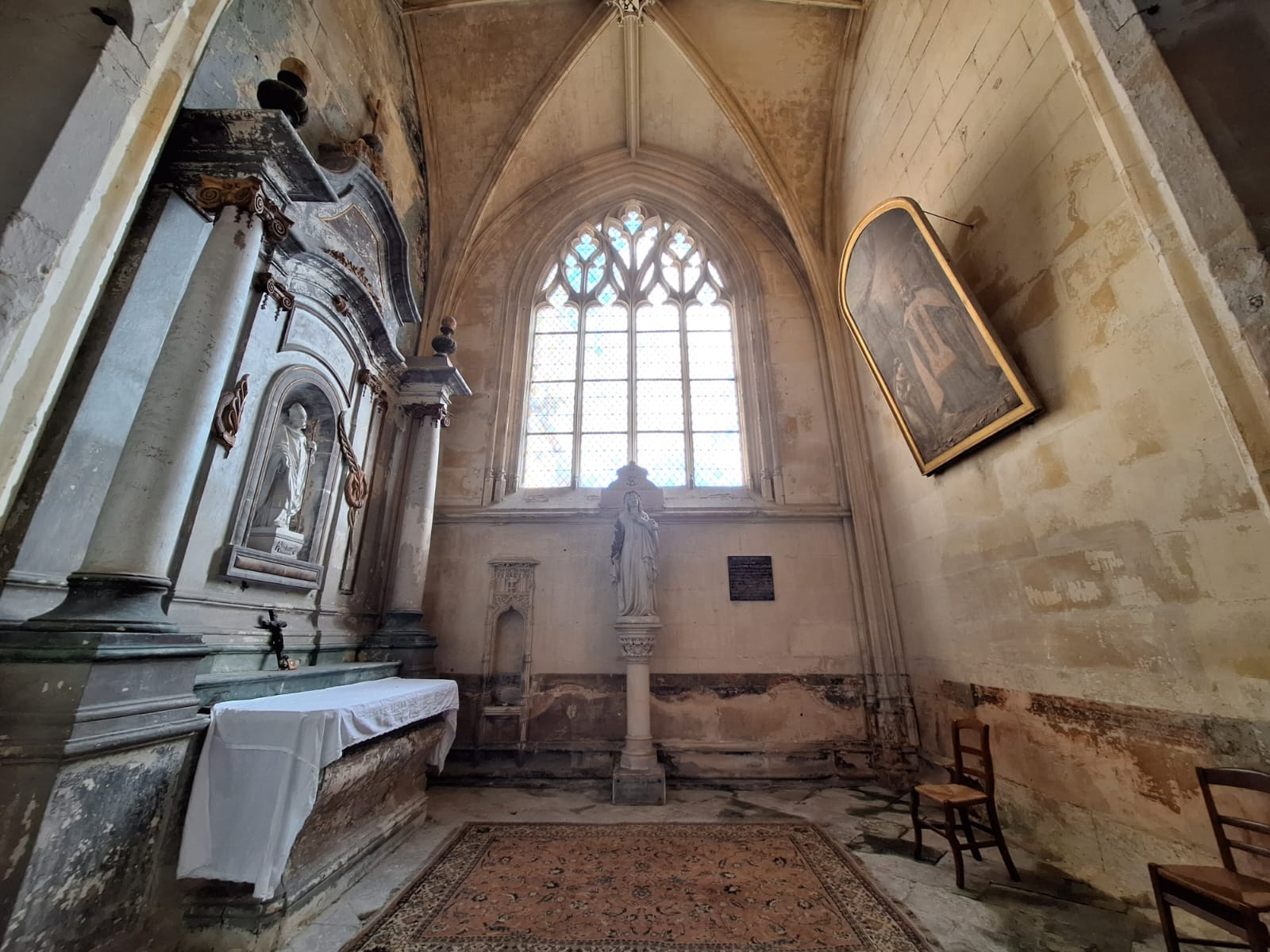

- La chapelle des confessions ou chapelle Saint Pierre, autrefois chapelle Notre Dame de la Pitié, qui a deux tableaux de saint Pierre, classés (Saint Pierre au coq, et le repentir de Saint Pierre).

Deux petites portes murées sont présentes dans le mur. Elles donnaient accès à la chapelle du Saint Sépulcre, dont les restes sont visibles dans le cloître. Ces portes étaient traditionnellement ouvertes pendant le temps de la Passion. Dans la chapelle était présente une Mise au tombeau sculptée. Elle a été détruite en 1568.

Sur une stèle est posée la statue de Notre Dame de Recouvrance, sainte patronne du diocèse.

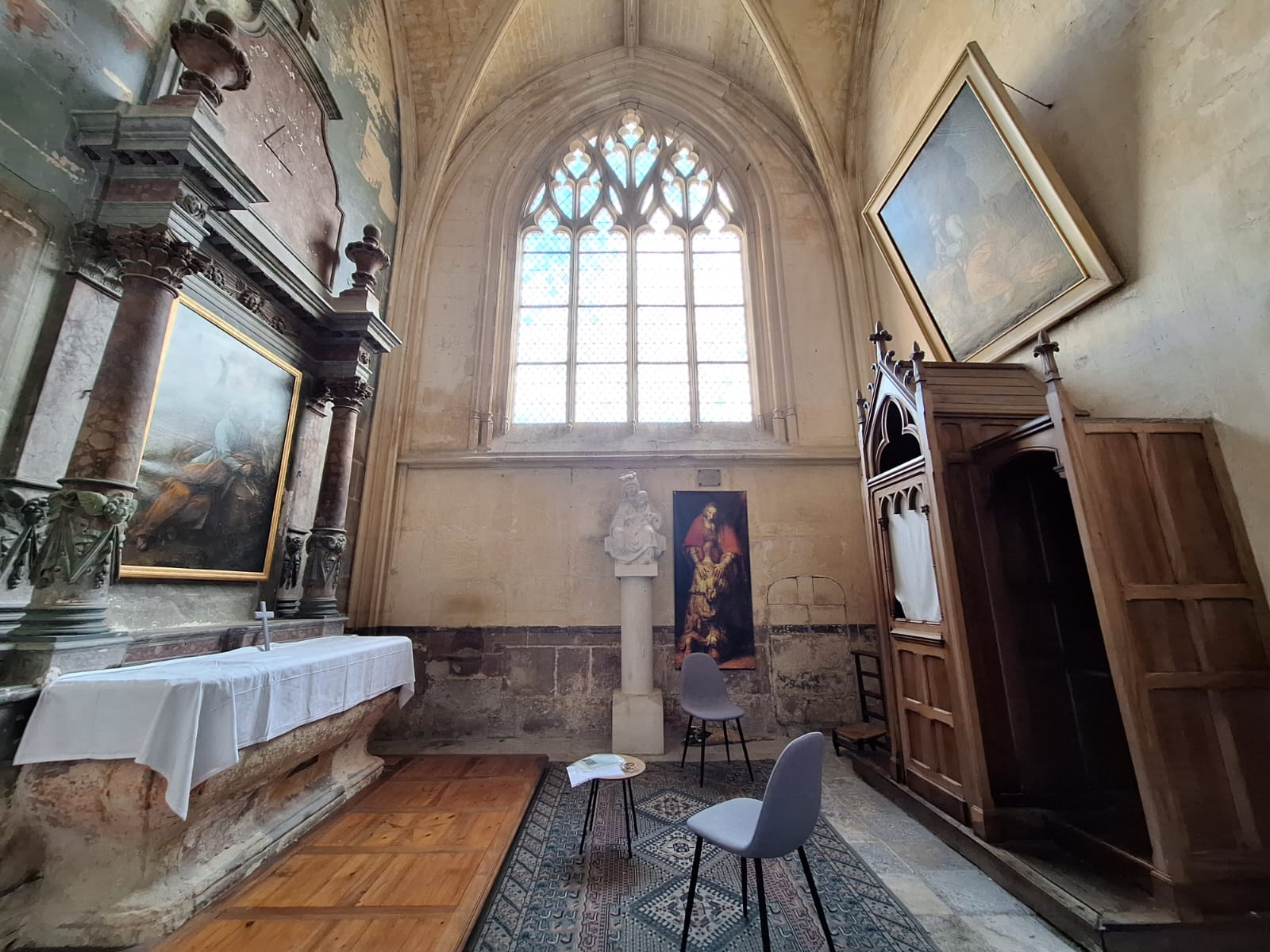

- La chapelle du bienheureux Pierre-Louis de la Rochefoucauld-Bayers, dernier évêque de Saintes, béatifié le 17 octobre 1926. Autrefois chapelle Sainte Catherine et Sainte Barbe

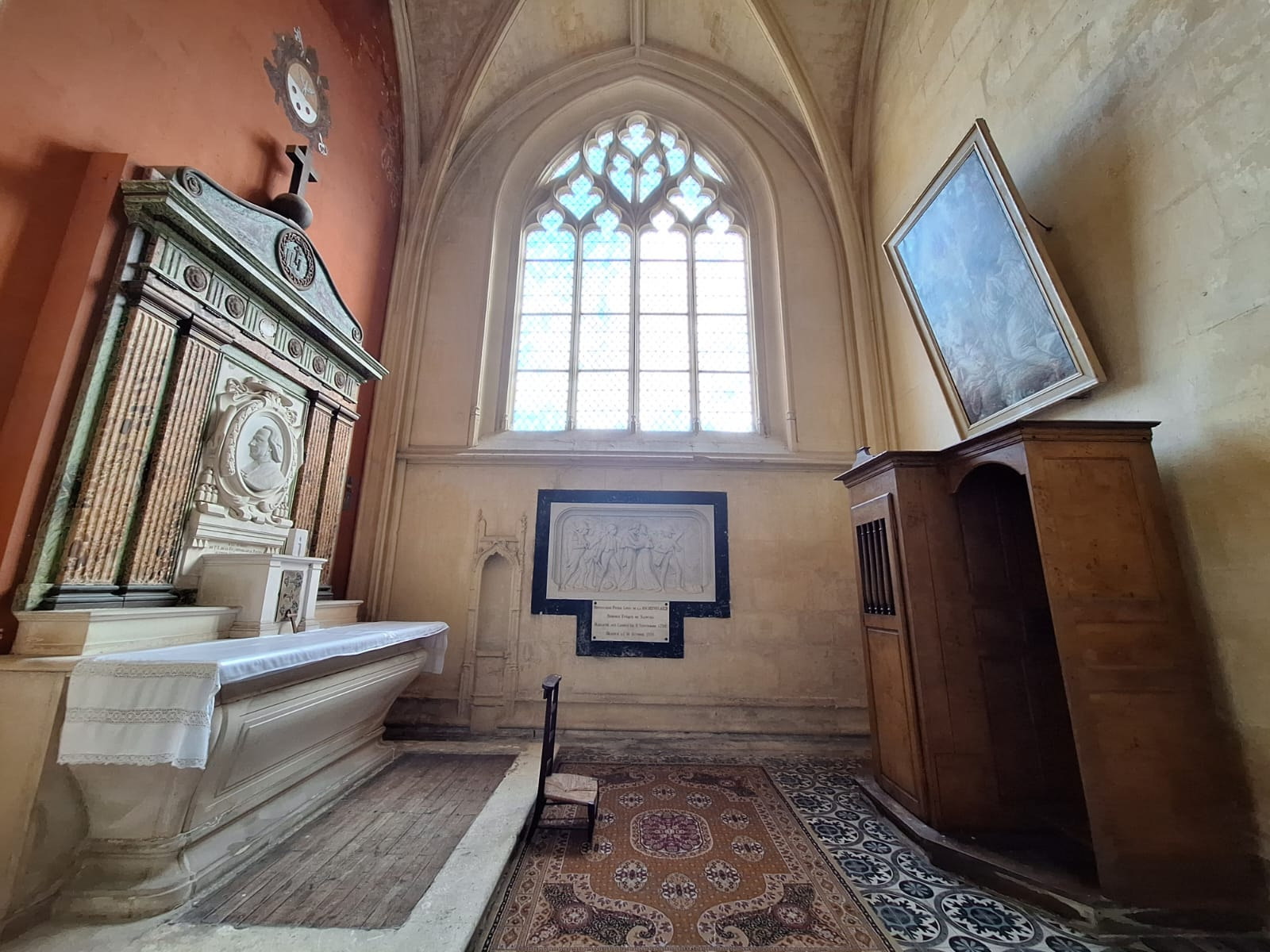

## Pèlerinage
La cathédrale est le siège d'un pèlerinage à Notre-Dame-des-Miracles, dont la statue est située à la croisée du transept. Ce culte d'origine médiévale fait suite à une apparition présumée de la vierge dans la cathédrale. Demeuré vivace jusqu'à la révolution, le culte est solennellement réintroduit le 8 décembre 1954 par l'évêque coadjuteur du diocèse de La Rochelle et Saintes, Xavier Morilleau.

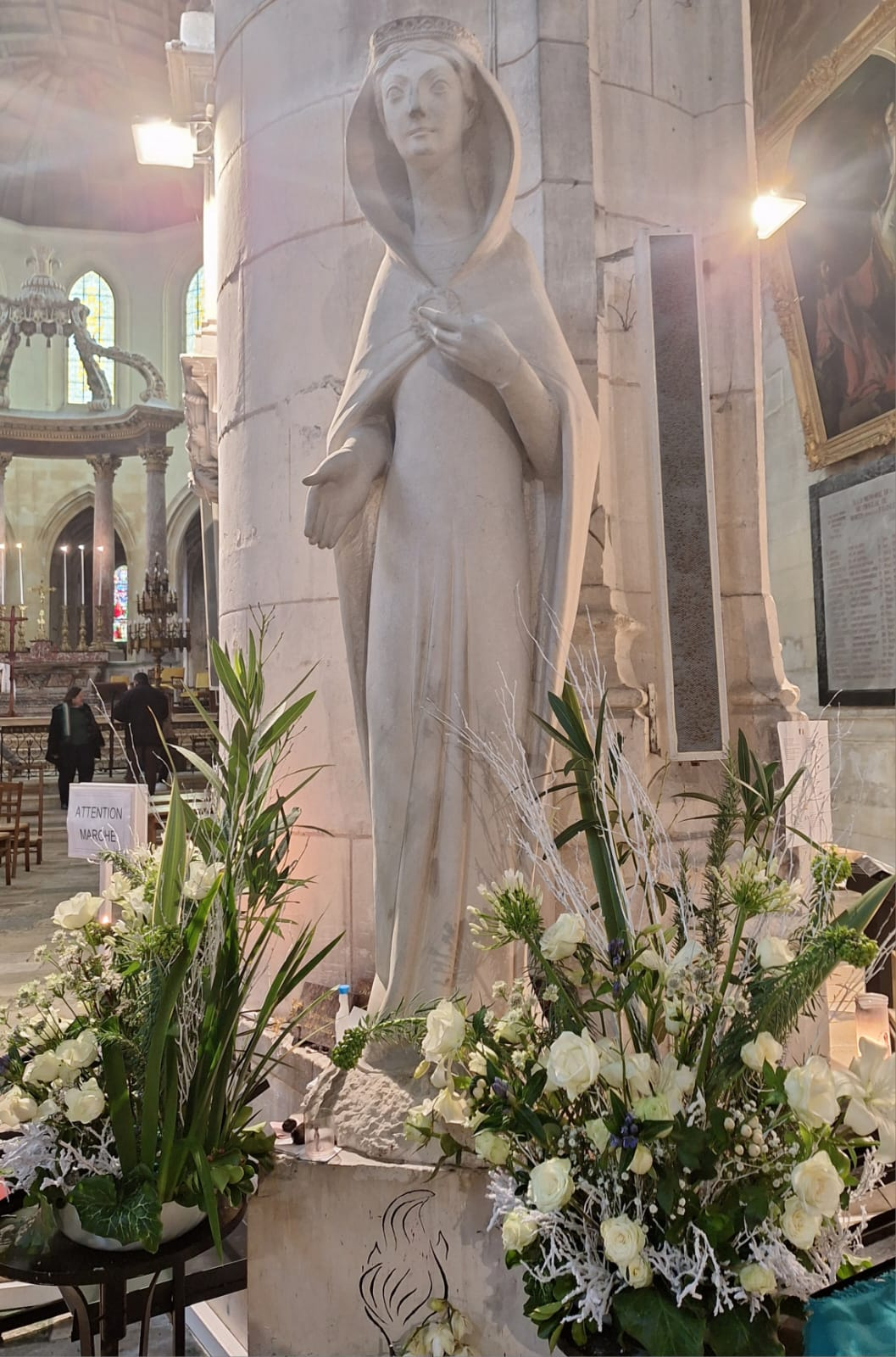
Notre Dame des miracles

## Bienfaiteurs et visiteurs célèbres
Le pape Urbain II célèbre la messe de Pâques dans l'ancienne cathédrale en 1096.
Le duc d'Anjou et roi d'Espagne Philippe V, assiste à la messe de Noël en 1700.
Parmi les bienfaiteurs et visiteurs de l'ancienne cathédrale :
- L'empereur Charlemagne ;
- Le roi Henri II d'Angleterre ;
- Le roi Louis VII de France ;
- Le roi Louis IX de France (saint Louis) ;
- Le roi Philippe III de France.

Parmi les bienfaiteurs et visiteurs de la cathédrale actuelle :
- Le roi Louis XI de France ;
- Le roi Louis XIII de France ;
- Le roi Louis XIV de France ;
- Le roi Philippe V d'Espagne ;
- L'empereur Napoléon Ier ;
- L'empereur Napoléon III.

## Galerie d'objets classés
Ensemble de mobilier faisant l'objet d'un recensement dans la base Palissy.

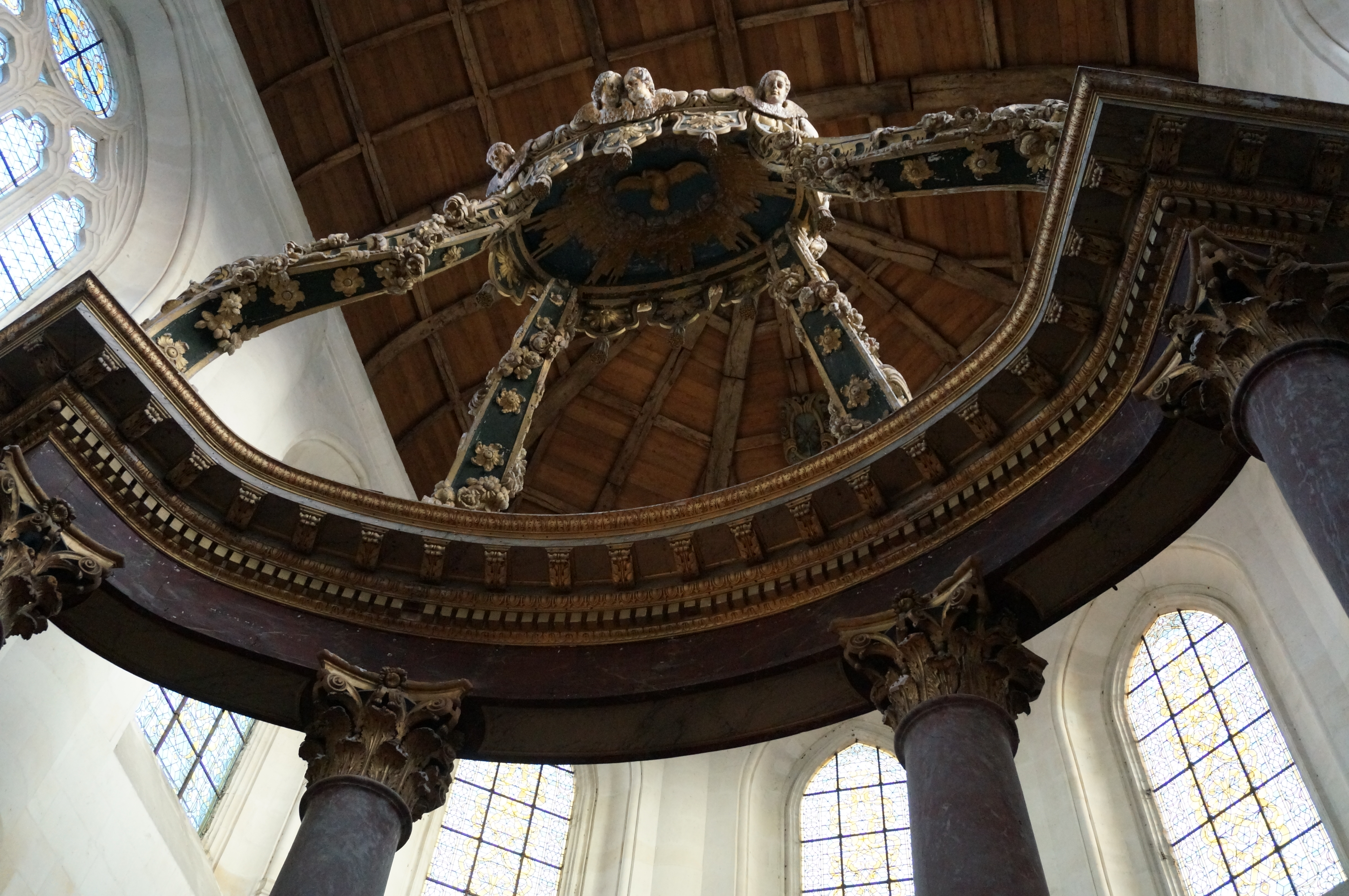
Baldaquin de l'autel principal.
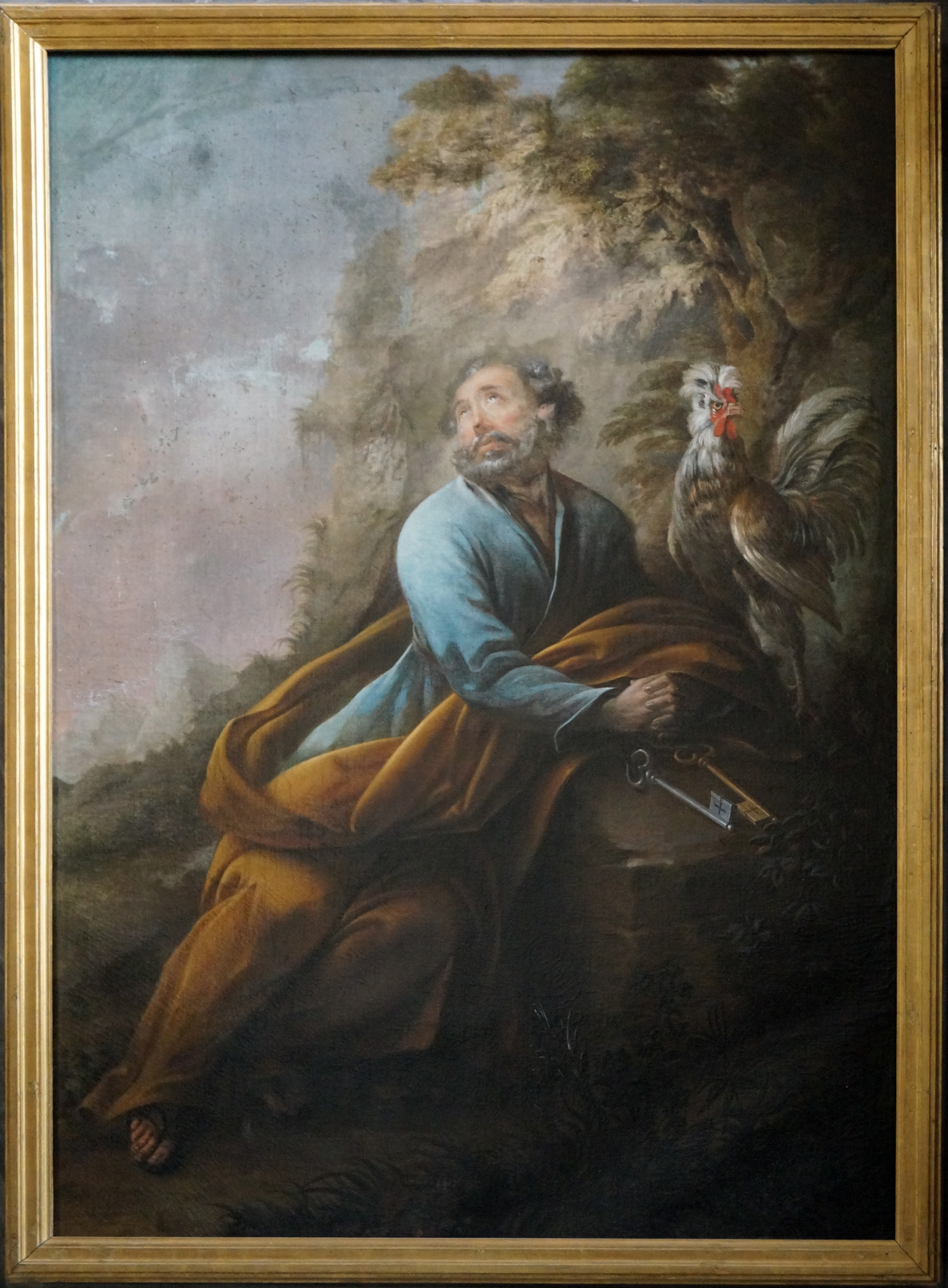
Saint Pierre et le coq.
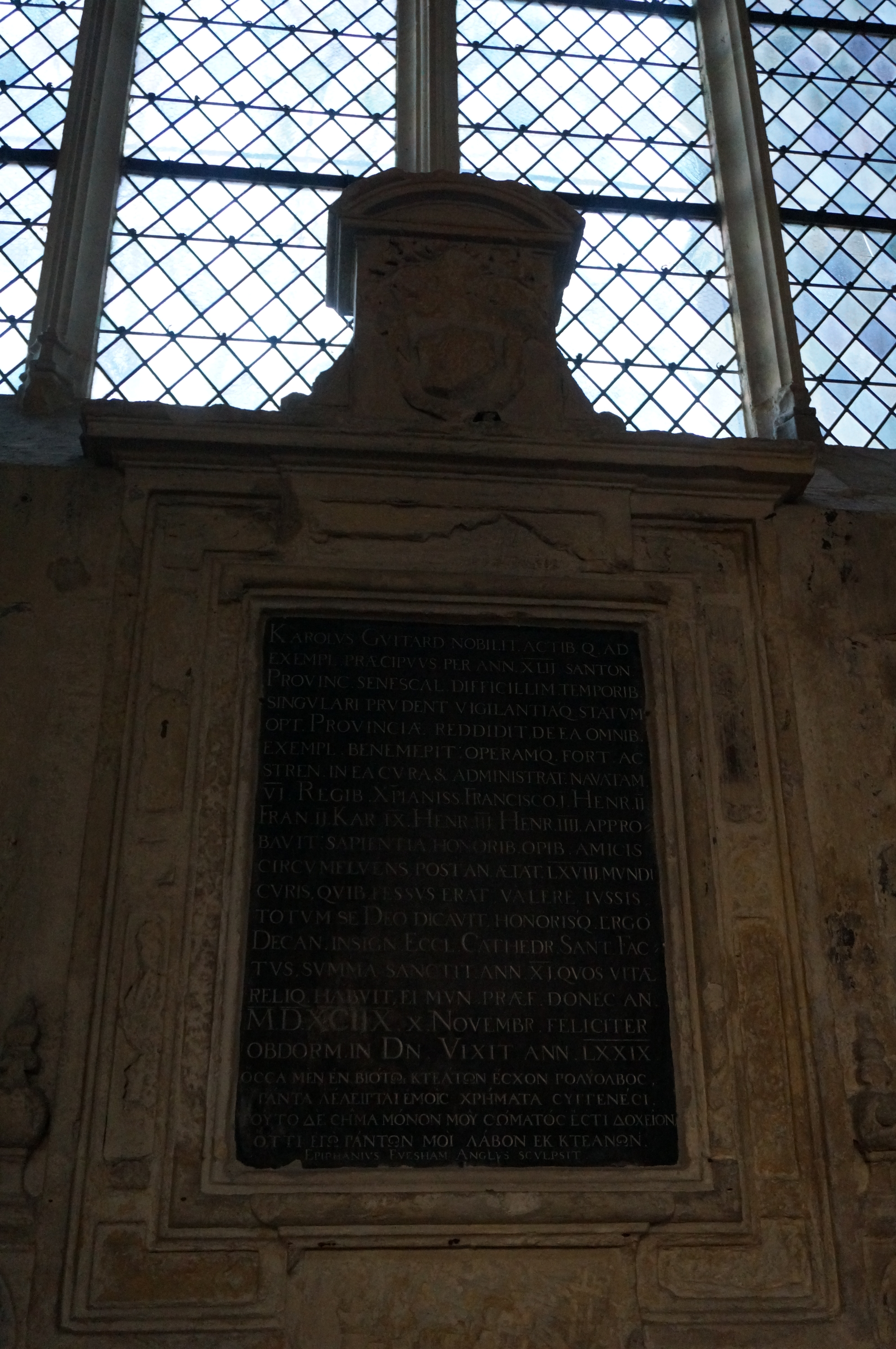
Dédicace à Guitard du XVIe siècle.
Orgues de tribune.
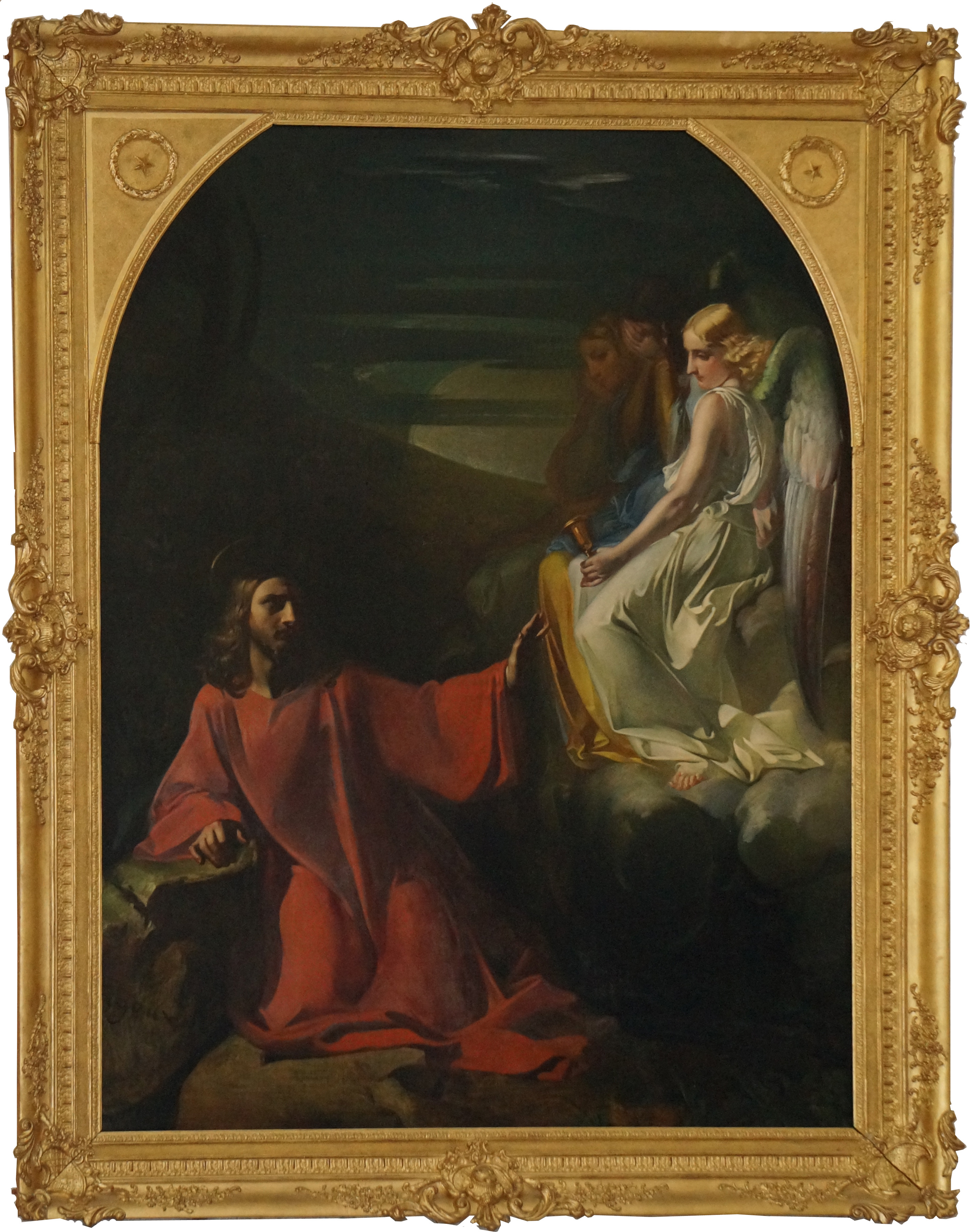
Jesus au jardin des oliviers.
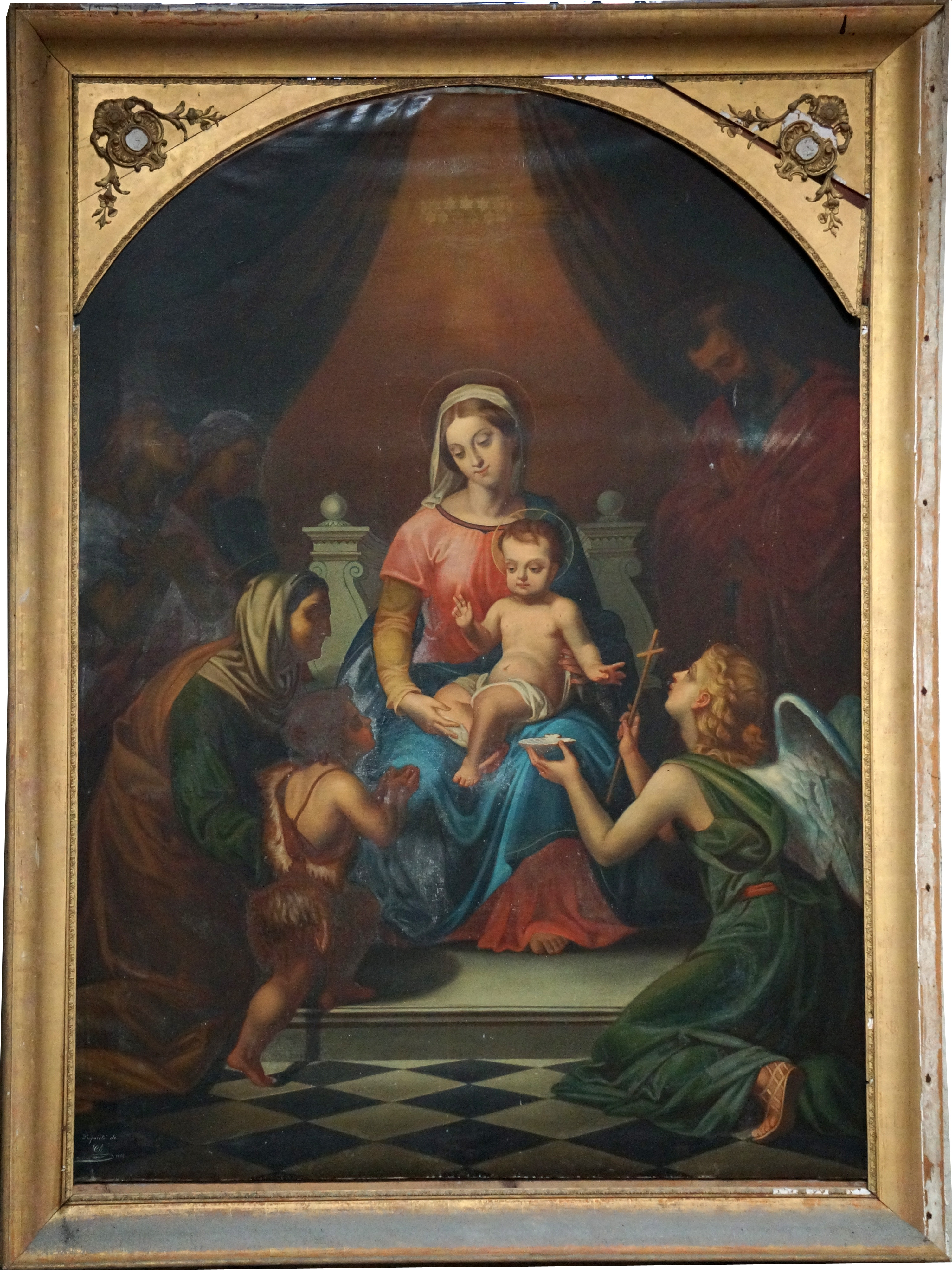
La sainte famille, peinture du XIXe siècle.
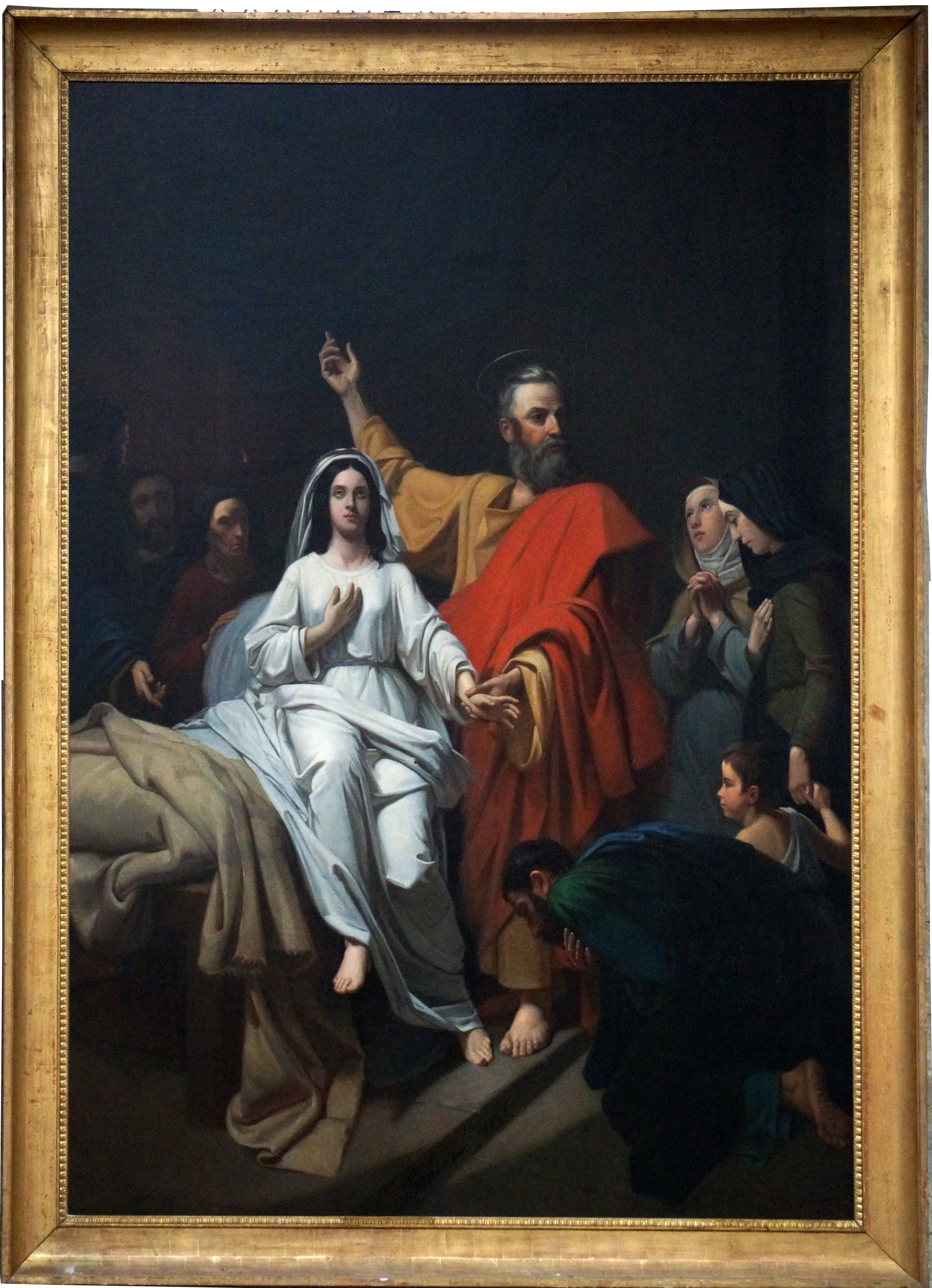
La résurrection de Tabias par st-Pierre, peinture du XIXe siècle.

## Portrait du Pape François

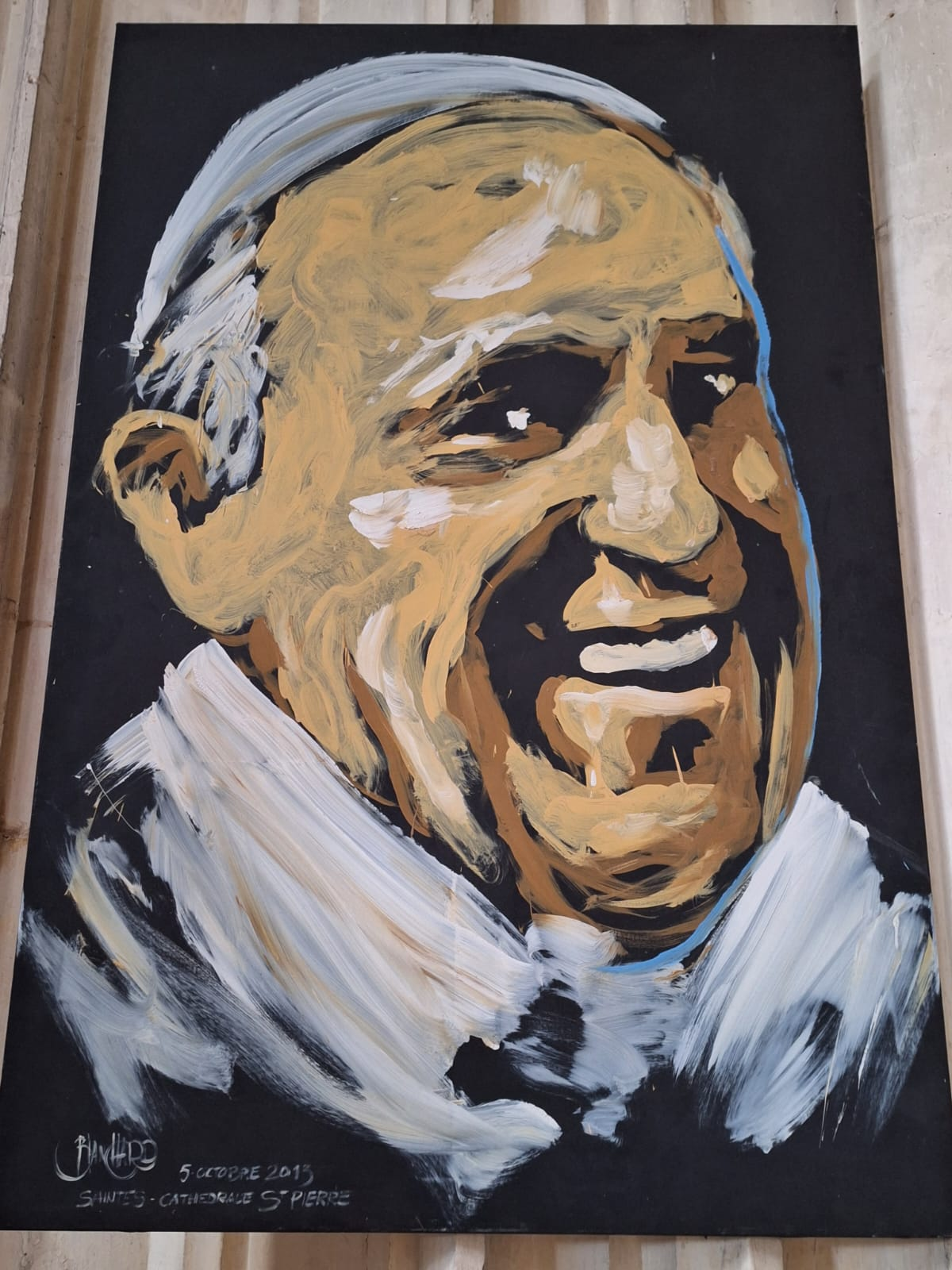
Portrait du pape François

Le 5 octobre 2013, l'artiste Jean-Pierre Blanchard réalise un portrait géant du pape François, devant le public. La toile reste exposée à la cathédrale,,.